# Italia fascista
Se denomina Italia fascista al período de la historia de Italia durante el cual el Reino de Italia fue gobernado por un régimen sustentado en la ideología del fascismo y encabezado por el dictador Benito Mussolini, fundador del fascismo y del Partido Nacional Fascista. 
El fascismo surge tras la Primera Guerra Mundial, como reacción de ciertos grupos nacionalistas contra la Revolución de Octubre de 1917 en Rusia y las luchas sindicales de trabajadores y braceros que culminaron en el biennio rosso (bienio rojo), y en parte como crítica respecto a la sociedad liberal-demócrata, que salió maltrecha de la experiencia de la Primera Guerra Mundial.
El nombre deriva de la palabra italiana fascio (en latín: «fascis»). En la Antigua Roma, esa palabra era usada como símbolo de la unión de los luchadores. El símbolo fascista es el fasces romano que significaba el poder del régimen, en particular el poder jurisdiccional. Su líder, Benito Mussolini, dictador de Italia, así lo describió.:

El Fascismo es una gran movilización de fuerzas materiales y morales. ¿Qué se propone? Lo decimos sin falsas modestias: gobernar la nación. ¿De qué modo? Del modo necesario para asegurar la grandeza moral y material del pueblo italiano. Hablemos francamente: no importa el modo concretamente, no es antitético, sino más bien convergente con el programa socialista, sobre todo con lo relacionado con la reorganización técnica, administrativa y política de nuestro país. Nosotros agitamos los valores tradicionales, que el socialismo omite o desprecia, pero sobre todo, el espíritu fascista rechaza todo lo que sea una hipoteca arbitraria sobre el misterioso futuro.
Benito Mussolini, 19 de agosto de 1921, Diario della Volontà

## Sustentos del fascismo

El fascio littorio, símbolo del fascismo.

La Italia fascista exaltaba la idea de nación frente a la de individuo o clase; suprimía la discrepancia política en beneficio de un partido único y los localismos en beneficio del centralismo. Si bien el fascismo tuvo una base racial en Alemania, no fue así en Italia (al menos inicialmente, hasta 1938). Es importante remarcar la conexión del fascismo con movimientos intelectuales —artísticos como el futurismo y otras vanguardias y filosóficos, como el irracionalismo y el vitalismo— que supuso en realidad, más que una influencia por parte de estos, su utilización y manipulación, resultando atractiva —en mayor o menor medida, con mayor o menor grado de compromiso o simple contemporización, y a veces con evolución posterior en contra— para muchas personalidades destacadas: italianos como Gabrielle D'Annunzio, Filippo Tommaso Marinetti, Curzio Malaparte o Luigi Pirandello. Según la doctrina tercerposicionista, el fascismo no es de izquierda ni de derecha, ni capitalista ni comunista, ya que el fascismo sería una idea totalmente original; sin embargo en la práctica más que una idea original sería una fusión sincrética de varias ideas políticas —proyectos, discursos, etc.— aglutinadas siempre bajo el nacionalismo unitario y el autoritarismo centralista.
Una de las razones de considerar usualmente al fascismo como un movimiento de derecha política suele ser la alianza estratégica del fascismo con los intereses de las clases económicas más poderosas, junto a su defensa de valores tradicionales como el patriotismo o la religiosidad, para preservar el statu quo. Una vez alcanzado el poder, la plutocracia cooperó decididamente con el fascismo en sus diversas versiones, dada la protección que este brindó al capital privado bajo el amparo otorgado por la creación de fuertes monopolios empresariales. El fascismo operaba desde un punto de vista darwinista social de las relaciones humanas, con ideas cercanas al liberalismo económico. Su objetivo era promover a individuos superiores y eliminar a los débiles. En términos de práctica económica, significó la promoción de los intereses de empresarios exitosos, a la par que destruyeron los sindicatos y otras organizaciones de la clase obrera. En definitiva, los teóricos marxistas tradicionalmente han acusado al fascismo de ser la última fase del capitalismo y la dictadura abierta de la burguesía.El filósofo y sociólogo Karl Polanyi, crítico de la economía ortodoxa, consideraba que el fascismo era el corolario del liberalismo y la «obsoleta mentalidad» de una economía de mercado autorregulada.
Por otra parte, se han esgrimido razones para considerar que el fascismo es anticapitalista, tiene conexiones doctrinales con la izquierda política y es una variante chovinista del socialismo de Estado. Estas razones son su programa económico colectivista (proteccionismo, nacionalización, etc.) y su discurso político. Sin embargo, como movimientos políticos, el fascismo y la izquierda eran antagónicos y competidores. El fascismo y sus variantes apelaban al sentimiento popular y a las masas como las protagonistas del régimen, especialmente por la virilidad exaltada en el trabajo manual y obrero (obrerismo); a pesar de ello no reconocía la libertad de asociación por motivos de clase (libertad sindical) sino la identificación de los trabajadores como «súbditos» del Estado, «pueblo» y «patria», por ello su símil con el populismo.

## Historia

### El nacimiento del fascismo
A finales del  siglo XIX existían en Italia algunas organizaciones denominadas fascio (traducible por haz, significando la fuerza de la unión), de la que la más importante era el Fasci Siciliani (fascio siciliano, 1895-1896). No eran muestra de una ideología uniforme, aunque predominaban los componentes nacionalistas y revolucionarios. Surgiendo del movimiento obrero, dividido al comienzo de la Primera Guerra Mundial entre el internacionalismo pacifista y el nacionalismo irredentista, se crearon el 1 de octubre de 1914 los Fasci d'Azione rivoluzionaria internazionalista en reivindicación de la entrada de Italia en el conflicto en contra de los Imperios Centrales. Fusionado con el Fasci autonomi d'azione rivoluzionaria se redenominó como Fasci d'azione rivoluzionaria, ya dirigido por Benito Mussolini, y conocido como Fascio de Milán. El 24 de enero de 1915 se formó una organización nacional.
Al terminar la Primera Guerra Mundial en noviembre de 1918, el Reino de Italia se hallaba en el grupo de los países vencedores, al aliarse desde 1915 con la Triple Entente en contra de las Potencias Centrales. Un elemento que influyó de forma decisiva entre los políticos italianos para intervenir en la contienda fue la oferta de Francia y el Reino Unido de otorgar a Italia territorios que serían desmembrados del Imperio austrohúngaro o del Imperio otomano, lo cual fue empleado en la propaganda belicista para sostener al apoyo a la guerra entre las masas del proletariado italiano. No obstante, la campaña bélica fue difícil y solo en los últimos meses del conflicto las fuerzas italianas obtuvieron un triunfo decisivo sobre el Imperio austrohúngaro en la batalla de Vittorio Veneto. De esta forma, al iniciarse la conferencia de paz de Versalles en 1919 el gobierno italiano, presidido por Vittorio Emanuele Orlando, no logró que sus antiguos aliados respetaran su acuerdo y otorgaran a Italia los territorios ofrecidos, alegando la menor fuerza económica y militar de Italia en relación con los otros vencedores.
En 1919, terminada la guerra, las expectativas territoriales quedaron frustradas por el Tratado de Saint-Germain-en-Laye (el equivalente para Austria del Tratado de Versalles). El poeta Gabrielle D'Annunzio llevó a cabo una aventura militar que acabó en la creación del Estado libre de Fiume y la redacción de una constitución que puede entenderse como precedente inmediato del fascismo. Entretanto, con un país empobrecido y un gobierno débil, Mussolini refundaba la organización de Milán con el nombre de Fasci italiani di combattimento (Fasces Italianos de Combate), que empezaron a destacar por su lucha callejera contra huelguistas, izquierdistas y otros enemigos políticos y sociales. El temor ante una revolución similar a la rusa de las clases medias y la alta burguesía italiana vio en los fascistas de Mussolini la mejor arma para desarticular los movimientos obreros organizados. Entre las capas sociales más descontentas e influenciables por estas declaraciones emergieron las organizaciones de excombatientes, y en particular de ex arditi (tropas selectas de asalto), víctimas de la frustración generalizada pero también del resentimiento provocado por haber obtenido escaso reconocimiento a los sacrificios y la valentía demostrados en los duros años de combate.
El nuevo movimiento expresó la voluntad de «transformar, con métodos revolucionarios si es necesario, la vida italiana», autodefiniéndose «partido del orden» y consiguiendo de este modo ganarse la confianza de las capas de población más adineradas y conservadoras, contrarias a cualquier agitación y reivindicación sindical o de la clase obrera, confiando en los "fascios de combate" como fuerza de choque frente a las revueltas promovidas por socialistas y comunistas. El Programa de San Sepolcro fue difundido en junio de 1919 mediante el periódico de los fascios, el antiguo periódico prosocialista fundado por Mussolini en 1915 y llamado Il Popolo d'Italia.
Al recién nacido movimiento le faltaba sin embargo inicialmente una base ideológica bien definida, y el mismo Mussolini no se había decantado por una ideología concreta, sino simplemente contra todas las demás. Según su intención, el fascismo habría debido representar una «tercera posición», basada en el nacionalismo extremo, el culto a la violencia, el desprecio hacia la burguesía y la oposición frontal al marxismo, tanto en su variante socialista como comunista. Para esto Mussolini usó teorías filosóficas de Charles Maurras, Friedrich Nietzsche, Giovanni Gentile, entre otros, mezclando ideas y conceptos.

### Los años del Escuadrismo (Squadrismo)

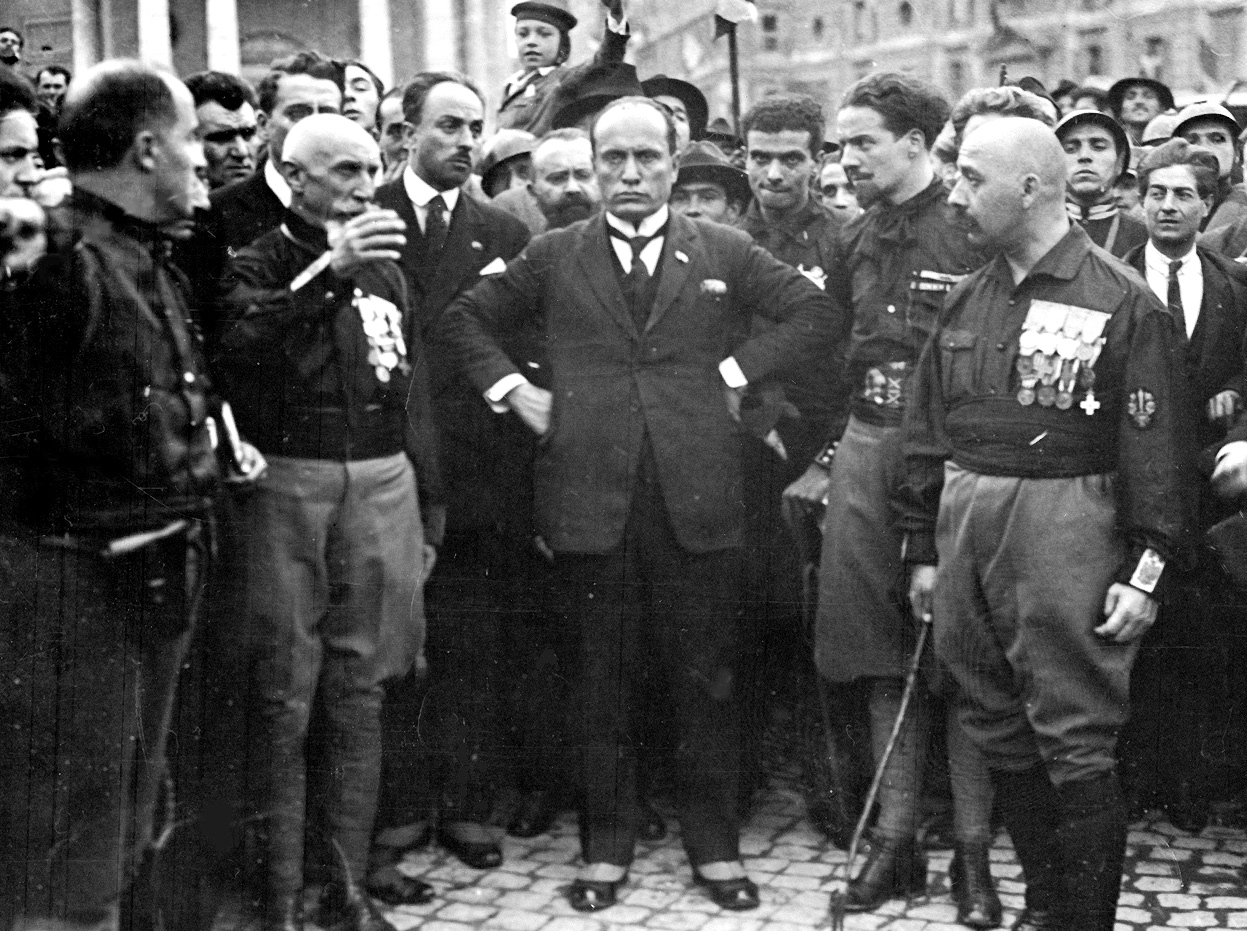
Mussolini y camisas negras, en la "marcha sobre Roma" de octubre de 1922.

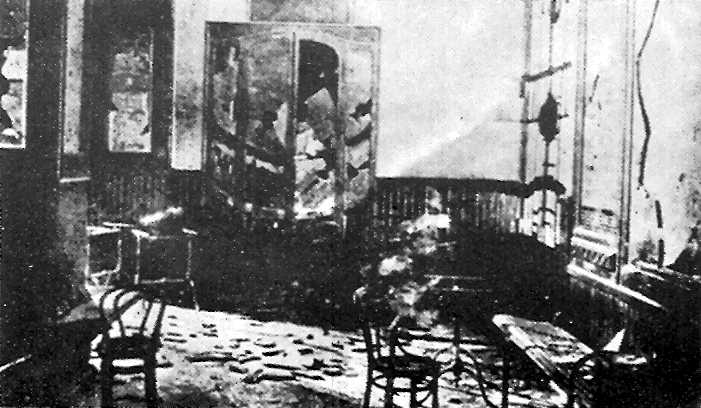
La "Cámara del Trabajo" de Turín, oficina socialista incendiada por camisas negras, 19 de diciembre de 1922.

En el movimiento, además de voluntarios comunes, contribuyeron los futuristas y nacionalistas excombatientes, muy desencantados de la democracia y del liberalismo político, además de hostiles a los socialistas que, desde 1915 se habían opuesto a la participación de Italia en la guerra, y ahora atacaban en sus escritos a los veteranos de guerra. Apenas 20 días después de la fundación del fascismo, las novatas "escuadras de acción" asaltaron la sede del periódico socialista ¡Avanti! y destruyeron sus oficinas, y el estandarte del periódico fue llevado ante Mussolini, el cual lo conservó como trofeo. Unos meses después, las escuadras fascistas se difundieron por toda Italia convirtiendo el movimiento en una fuerza paramilitar. 
Por un periodo de dos años Italia fue invadida de norte a sur por la violencia de los movimientos políticos revolucionarios socialistas que, ante el descontento popular surgido de la "victoria mutilada", planteaban tomar el poder mediante una revolución. No obstante, los socialistas italianos estaban enfrentados a los comunistas locales, que seguían la inspiración bolchevique y pretendían tan solo una "acumulación de fuerzas" sin pasar a la revuelta armada (la cual ya había fracasado en otros países, como sucedió con el Levantamiento Espartaquista en Alemania). 
A estos dos grupos se enfrentaron entonces los fascistas, protagonizando luchas callejeras, saqueos, vandalismo y destrucción mutua de propiedades, mientras los gobiernos conservadores de Giovanni Giolitti e Ivanoe Bonomi eran incapaces de reaccionar tanto a las huelgas socialistas como a la ocupación de las fábricas por parte de los bolcheviques.
Mientras tanto, el 19 de septiembre de 1919, el poeta Gabriele d'Annunzio lideraba un contingente de veteranos de guerra que tomaba por asalto la ciudad de Fiume, creando el Estado Libre de Fiume en el Adriatico (hoy Rijeka, en Croacia), localidad de población mayormente italiana pero que había pertenecido a Austria hasta 1918. Allí, D'Annunzio instaló por la fuerza un gobierno revolucionario con el objetivo de afirmar la "italianidad" (l'italianità) de la ciudad. Esta acción sirvió de ejemplo para el movimiento fascista que inmediatamente simpatizó con el de D'Annunzio, aunque Mussolini no quería ofrecer ningún tipo de apoyo material a la causa de este. 
La acción fascista se encontraba atada a pequeñas acciones demostrativas y de resistencia a las provocaciones de los socialistas locales y muy pronto comenzó a actuar con una violencia inusitada por orden misma de sus jefes. Esto hizo que tuvieran superioridad en las disputas con los socialistas, superiores en números, pero divididos en cuanto al uso de la violencia, ante la cual los fascistas no retrocedían (inclusive Mussolini criticaba a los fascistas moderados que "temían la violencia y la fuerza"). 
La campaña fascista, que tenía como objetivo la destrucción de los centros de reunión bolchevique y de intimidación de los miembros del PSI, - junto con la politica sotterranea de violencia dirigida por Mussolini - llevaron al socialismo massimalista a una crisis. Por tanto, mientras en enero de 1921 el Partido Socialista Italiano sufrió una grave escisión dando vida al Partido Comunista Italiano, el 12 de noviembre de 1921 se creó el Partido Nacional Fascista (PNF), transformando a los fascios de combate en un partido político y aceptando (al menos formalmente) los compromisos legales y constitucionales. En aquel período, el PNF alcanzó 300.000 alistados, además de tener un fuerte apoyo en Emilia-Romagna, Lombardía, y Toscana. En estas regiones las escuadras fascistas tenían como objetivo atacar a los socialistas y a los sindicatos, intimidándolos con la práctica de brutales palizas o cometiendo homicidios que quedaban casi siempre impunes. Con este ambiente de violencia, en las elecciones del 15 de mayo de 1921 los fascistas obtuvieron 45 puestos en el parlamento.
La popularidad del partido creció aún más cuando los sindicatos afines al Partido Socialista Italiano proclamaron para el 1 de agosto de 1922 una huelga general en toda Italia: los militantes fascistas por orden de Mussolini sustituyeron a los huelguistas y lograron hacer fallar la protesta, en una demostración de fuerza que impresionó a los líderes patronales de Italia y les hizo ver la conveniencia de aliarse al fascismo para cerrar el paso a una revuelta izquierdista.
En agosto de ese mismo año los socialistas de Parma, con sede en el cuartel de Oltretorrente, organizado por los socialistas Arditi del Popolo y dirigidos por Guido Picelli y Antonio Cieri, lograron resistir a los ataques de las escuadras fascistas, comandadas por Italo Balbo, que les agredieron con armas de fuego.
Los gobiernos liberales y conservadores rehusaban una alianza con los socialistas pero también con el recién creado Partito Popolare, al cual tachaban de clericalismo, mientras que los liberales y conservadores querían mantener el laicismo que había caracterizados a los políticos italianos desde 1870. La amenaza del fascismo quebró todos los cálculos políticos anteriores, pues los sucesivos gobiernos de Bonomi y Facta rehusaban un enfrentamiento con los camisas negras. Temiendo que los fascistas causaran una guerra civil, Luigi Facta trató de realizar una manifestación patriótica el 4 de noviembre de 1922 para festejar el triunfo italiano en la Gran Guerra con ayuda del ultranacionalista Gabriele D'Annunzio, por lo cual Mussolini decidió forzar una toma del poder.

### La Marcha sobre Roma
Mussolini ordenó a mediados de octubre de 1922 que todos los militantes del Partido Nacional Fascista ejercieran toda la violencia posible en todo el país lo cual lograron ante la pasividad del ejército y la policía. Luego, masas de fascistas se lanzaron a carreteras y trenes para dirigirse a Roma y tomar el poder para su líder. Armados apenas con algunas pistolas, mazas de acero y armas caseras, los camisas negras acudieron por millares a la capital italiana desde el 22 de octubre, amenazando con provocar una guerra civil si las autoridades les cerraban el paso. 
El día 25 de octubre, una gran masa de miles de camisas negras había llegado a las afueras de Roma y su número aumentó pronto, por lo cual el primer ministro Luigi Facta pidió declarar estado de sitio y detener a los fascistas con tropas del Regio Esercito. El rey Víctor Manuel III rechazó firmar la orden para evitar "una batalla entre italianos" a gran escala, y más bien decidió llamar al poder a Mussolini para "neutralizarlo" más adelante. Pero Mussolini exigió a Facta la jefatura del gobierno y el rey Víctor Manuel accedió a ello: el 29 de octubre Mussolini recibió el cargo de primer ministro. Viajando desde Milán en tren, Mussolini formó gobierno en Roma el día 30 de octubre.

## El fascismo se transforma en dictadura

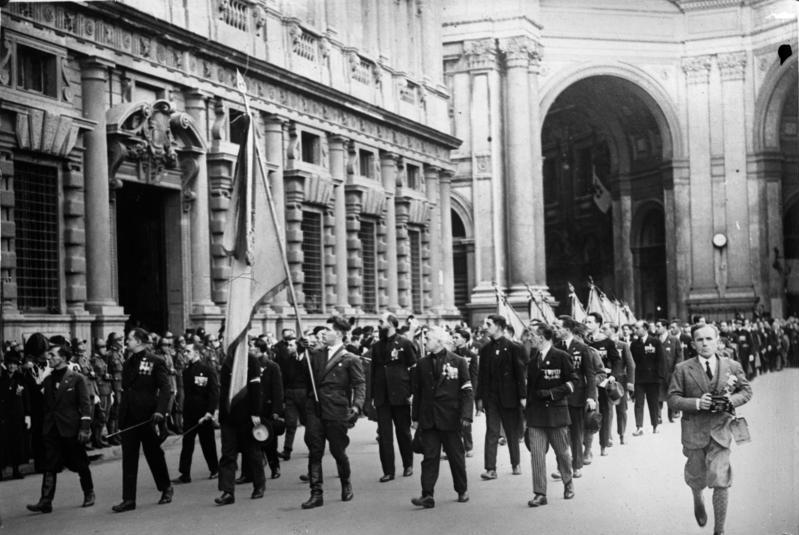
Emanuele Filiberto de Saboya, Duque de Aosta, asiste a un desfile fascista frente al Palazzo Marino en Milán, en noviembre de 1928.

El 16 de noviembre, Mussolini se presentó en la Cámara de Diputados del Reino (obtuvo el voto de confianza con 316 a favor, 116 en contra y 7 abstenciones) y dio su primer discurso como Presidente del Consejo de Ministros (el llamado "discurso del campamento de soldados" o «Discorso del bivacco»). Declaró:

He rechazado la posibilidad de vencer totalmente y podía hacerlo. Me autoimpuse límites. Me dije que la mejor sabiduría es la que no se abandona después de la victoria. Con 300 000 jóvenes armados totalmente, decididos a todo y preparados casi místicamente a ejecutar cualquier orden mía, puedo castigar a cualquiera que haya difamado e intentado ensuciar al fascismo. Puedo hacer de esta Aula sorda y gris un campamento de soldados: podía echar el cierre al Parlamento y constituir un gobierno exclusivamente de fascistas. Podía, pero no he querido, al menos en este primer momento.

El 25 de noviembre le fueron conferidos a Mussolini por el parlamento (con 215 votos a favor y 80 en contra) plenos poderes en el ámbito económico y administrativo desde el 3 de diciembre de ese año (fecha de promulgación de la ley) hasta el 31 de diciembre de 1923 con el fin de «restablecer el orden», pudiendo gobernar por decreto sin la aprobación previa de los parlamentarios. El 15 de diciembre de 1922 se reunió, por primera vez, el Gran Consiglio del Fascismo ('Gran Consejo del Fascismo').
El 14 de enero de 1923 los camisas negras fueron institucionalizados como fuerza paramilitar bajo amparo estatal, siendo convertidos en la Milizia Volontaria per la Sicurezza Nazionale ('Milicia Voluntaria para la Seguridad Nacional'). Luego, el 9 de junio Mussolini presentó en la Cámara la Ley Acerbo (llamada así al ser propuesta por el economista fascista Giacomo Acerbo) estableciendo nuevas reglas para la elección al parlamento. 
Mediante la Ley Acerbo se dispuso que si un partido ganaba votos electorales por encima del 25 % de sufragios, obtenía automáticamente dos tercios de los escaños del parlamento, y solamente el restante tercio de escaños sería repartido proporcionalmente entre los demás partidos. Este mecanismo permitiría que el Partido Nacional Fascista, inclusive con pocos votos (bastaba superar el 25 %), ganara una  mayoría parlamentaria absoluta, poniendo como pretexto para ello «evitar el desgobierno» causado por la «dispersión de escaños entre muchos partidos pequeños». 
La Ley Acerbo fue aprobada el 18 de noviembre de 1923 con los votos de los fascistas, unidos con los liberales y una parte de los católicos que aún esperaban contener a Mussolini. Los socialistas votaron en contra, pero la mutua desconfianza y la falta de coordinación impidieron su unión con los católicos populares que también desconfiaban del fascismo, pero se abstuvieron. 
El 19 de diciembre de 1923 Mussolini presidió la firma del acuerdo entre Confindustria y la "Confederación de las corporaciones fascistas", que hacía innecesarios los sindicatos no oficiales. El decreto real número 284 del 30 de diciembre de 1923 estableció la creación de los Enti Comunali di Assistenza (ECA) con la misión de «coordinar todas las actividades, públicas o privadas, dirigidas a socorrer a los indigentes, proveyendo, si fuera necesario, su cuidado o promoviendo donde fuera posible la educación, la instrucción y el aprendizaje de profesiones, artes o trabajos». Fueron unificados en dos entes territoriales que se dedicarían a la asistencia sanitaria y material de los pobres y de la infancia abandonada mediante real decreto 383 del 3 de marzo de 1933.

### La crisis económica de posguerra
El primer problema al cual la dictadura tuvo que hacer frente fue la devaluación de la lira. La reanudación de la producción al final de la Primera Guerra Mundial tuvo como efectos negativos la carencia de materia prima debido a la fuerte demanda y a una excesiva productividad. La primera muestra de crisis fue el aumento general de los precios, el aumento del desempleo, la disminución de los salarios, y la falta de inversiones tanto en Italia como en los préstamos al Estado.
Para resolver el problema, como se hizo en la Alemania de Weimar, Mussolini decidió en 1923 que se debía imprimir más moneda para poder pagar las deudas de guerra contraídas con Estados Unidos y Reino Unido. Obviamente la medida trajo consigo el aumento de la inflación y la pérdida de valor de la lira, que sufrió una devaluación severa en comparación con el dólar y la libra esterlina.
Se tomaron medidas para contrarrestar la situación tan pronto como fue posible: se puso a la venta un tipo de pan con poca harina, se le agregó alcohol a la gasolina, aumentaron la jornada laboral  de 8 a 9 horas sin incrementar los salarios, se instituyó un impuesto a los hombres solteros, se aumentaron todos los tributos posibles, se prohibió la construcción de casas de lujo, aumentaron los controles fiscales, se redujo el costo de los periódicos, se congelaron los costos de los alquileres y se redujeron los precios de los billetes de tren y de los sellos. Las quejas de la Confindustria por estas normas causaron que tales medidas rigieran poco tiempo, hasta 1925.

### Política exterior
La política exterior italiana de entreguerras estuvo marcada por la percepción del país como gran potencia y por la insatisfacción por los resultados de los tratados de paz firmados tras la Primera Guerra Mundial, que se consideraban injustos e insuficientes para compensar los sacrificios realizados por la nación durante la guerra. Las ganancias territoriales habían sido mínimas comparadas con las aspiraciones italianas, tanto en África como en los Balcanes. El imperialismo mussoliniano se basó en estos anhelos territoriales, insatisfechos en los tratados de paz de Versalles.
La decepción italiana con estos tratados, tachados de "victoria mutilada", llevó al revisionismo en política exterior —el deseo de revisar los tratados de paz para introducir mejoras para el país que lo exigía— y al respaldo a las expectativas de cambios de Alemania y Hungría. Los deseos de Italia para modificar los tratados de paz llevaron pronto al conflicto con Francia, principal defensora de estos. La rivalidad entre los dos países se extendía a la competencia por las colonias y al ámbito militar naval, en el que Italia exigía ampliar su flota hasta igualar el tamaño de la francesa.
Dos zonas de especial interés para el expansionismo italiano eran los Balcanes y el Mediterráneo. El control de este mar, que rodea prácticamente el país, se consideraba una necesidad estratégica. Esto llevó a buscar el dominio de territorios costeros y de islas como las del Dodecaneso —prometidas a Italia durante la guerra mundial— y al reforzamiento de la Armada. El interés en los Balcanes complementaba el deseo de controlar el Mediterráneo, de proteger la costa adriática y de evitar el surgimiento de una potencia eslava rival en la zona. La formación de la Pequeña Entente, alianza que Francia presentaba como forjada para frustrar el expansionismo alemán en la zona y el revisionismo magiar, disgustó a Mussolini, que la veía como un instrumento para bloquear la extensión de la influencia italiana en la región. Percibida como una amenaza a su posición como gran potencia regional, Mussolini decidió desbaratarla, minando en especial el poderío yugoslavo.
Como parte de estos planes y dada su estratégica ubicación a la entrada del mar Adriático, Italia buscó el control de Albania. Ahmed Zogu, aupado a la presidencia del país con apoyo yugoslavo, cambio pronto de bando y pactó con los italianos. El pacto de amistad y seguridad firmado por las dos naciones el 27 de noviembre de 1927 facilitó el aumento de la influencia italiana en Albania.
En julio de 1923, gracias al apoyo británico, en la Conferencia de Lausana fue reconocido el dominio italiano sobre el Dodecaneso, que de facto había sido ocupado por tropas italianas desde el año 1912 tras la Guerra ítalo-turca, dejando sin sustento las reclamaciones del Reino de Grecia para ejercer soberanía sobre dicho territorio.
El 28 de agosto de 1923 ocurrió la masacre de Gioannina, donde una expedición militar italiana al mando del general Enrico Tellini —que tenía la tarea de definir la línea limítrofe entre el Reino de Grecia y el Reino de Albania— fue masacrada por soldados griegos. Mussolini envió un ultimátum al Reino de Grecia para solicitar elevadas reparaciones en dinero, acusando al propio gobierno griego de haber ordenado tal agresión. Tras el rechazo del gobierno griego (que negó toda culpabilidad por lo ocurrido), Mussolini ordenó a la marina de guerra italiana que tomara por asalto la isla griega de Corfú, la cual fue bombardeada por los buques italianos el 31 de agosto y de inmediato resultó ocupada por infantería italiana, hasta el 30 de septiembre cuando se llegó a un acuerdo con el Reino de Grecia, con mediación del Reino Unido de Gran Bretaña e Irlanda del Norte y Francia. 
Con esta acción, Mussolini contentó a sus seguidores más nacionalistas, además de aumentar su popularidad entre las masas italianas al mostrar una política exterior agresiva (aunque dirigida hacia un vecino notablemente débil) y conseguir gracias a la Sociedad de Naciones, las reparaciones solicitadas. Los belicosos arditi mussolinianos, en su mayoría veteranos de la Gran Guerra, aprobaron ruidosamente la respuesta bélica contra Grecia.
El 27 de enero de 1924 se firmó el Tratado de Roma entre el Reino de Italia y el Reino de los Serbios, Croatas y Eslovenos, con el cual esta última nación reconocía la soberanía italiana sobre el Estado Libre de Fiume, que fuera anexado formalmente al Reino italiano el 16 de febrero del mismo año. Después de esto, el rey confirió a Mussolini el honor del Collare dell'Annunziata. De inmediato, el régimen mussoliniano se lanzó a una "italianización" masiva de los territorios fronterizos, buscando asimilar de grado o por la fuerza a la población eslava de la zona. Luego el 18 de julio de 1925 el  Reino de Italia y el Reino de los Serbios, Croatas y Eslovenos firmaron el Tratado de Nettuno para definir sus fronteras en el área dálmata.
Como contrapeso a la Pequeña Entente, Mussolini trató de crear a partir de 1926 una alianza balcánica rival con Hungría, Bulgaria —dos países revisionistas por haber perdido territorios tras la guerra mundial— y Rumanía. Esta había resultado muy beneficiada por los tratados de paz, pero en aquel momento estaba gobernada por el general profascista Alexandru Averescu, inclinado a pactar con el caudillo italiano. En septiembre de 1926, Rumanía e Italia firmaron un tratado de amistad, sin que Rumanía abandonase, no obstante, sus buenas relaciones con Francia. La necesidad de que Rumanía pactase con Hungría, que reclamaba Transilvania, para que fructificasen los planes balcánicos italianos, terminó por frustrar estos: aunque Rumanía deseaba que Italia le reconociese la posesión de Besarabia como prometía Mussolini, no estaba dispuesta a tratar con los húngaros cesiones territoriales. Como alternativa a esta liga, el mandatario italiano concibió la creación de otra integrada por Italia, Austria y Hungría, que debía facilitar la extensión de la influencia italiana por Centroeuropa y debilitar al tiempo la Pequeña Entente.
Las relaciones italianas con Budapest, intensamente revisionista, eran cordiales y el plan fue allí bien recibido. En abril de 1927, las relaciones bilaterales se reforzaron mediante un tratado de amistad que favorecía además los intercambios comerciales entre los dos países. Para completar los planes de Mussolini, era necesario lograr la participación de Austria, que no mantenía tradicionalmente buenas relaciones con Italia, aunque durante la gran inflación austriaca de 1922 se había planteado la unión de las dos naciones. La disputa por el germanoparlante Tirol meridional, no obstante, agrió las relaciones entre los dos países hasta finales de la década de 1920. Incapaz de lograr un acuerdo con los gobiernos austriacos por la cuestión tirolesa, Mussolini empleó métodos indirectos para incidir en la política austriaca en la dirección que deseaba: apoyó a la Heimwehr.

### Crisis política y "Secesión del Aventino"
En vista de las elecciones del 6 de abril de 1924, Mussolini aprobó una nueva ley electoral (Ley Acerbo) que permitía al partido que obtuviera en las elecciones el 25% de los votos conseguir 2/3 en la Cámara de Diputados. En el período de la campaña electoral se mantuvo un clima de tensión, a causa de intimidaciones abiertas de los camisas negras y riñas entre los partidos opositores al fascismo (liberales independientes, socialistas y católicos populares). Mussolini obtuvo en estas elecciones un 64,9% de los votos, gracias a la coalición o listone que lideró el Partido Nacional Fascista junto con una parte de los liberales y católicos.
El día 30 de mayo de ese mismo año el diputado socialista Giacomo Matteotti, que no había renunciado a su escaño, cuestionó duramente los resultados de las elecciones en la Cámara de Diputados, y en un discurso ante la misma asamblea acusó al régimen fascista de ejecutar una masiva intimidación de votantes, acusación a la cual los fascistas nunca pudieron replicar seriamente. El 10 de junio de 1924, por orden de Giovanni Marinelli (cabecilla de la policía fascista), Matteotti fue secuestrado.
A las 48 horas de la desaparición de Matteotti, «los periódicos, encabezados por el Corriere della Sera, vinculaban el crimen con fascistas próximos al gobierno, ya que en Roma era bien conocida la estrecha amistad de Dumini con el jefe de la oficina de prensa de Mussolini, Cesare Rossi. Durante unos días, pareció que la indignación pública resultante –mucha de ella dirigida contra el propio Mussolini– podría incluso derrocar al gobierno italiano, sentenciando de muerte al fascismo».
La oposición responde a este acontecimiento retirándose de la Cámara e instalándose en el Aventino en un episodio llamado "Secesión del Aventino", negándose a seguir participando en un gobierno abiertamente violentista y autoritario. La crisis se precipita cuando el 16 de agosto en Roma se encontró el cadáver ya descompuesto de Matteotti, generando una mezcla de indignación y miedo. Ivanoe Bonomi, Antonio Salandra e Vittorio Emanuele Orlando ejercitaron presiones sobre el rey, para que Mussolini fuera destituido del cargo de primer ministro, pero Víctor Manuel III rehusó dar un paso que se lo impedía la Constitución en tanto Mussolini aún conservaba su mayoría en el parlamento, y el rey contestó: «Soy sordo y ciego. Mis ojos y mis oídos son la Cámara y el Senado» y por lo tanto no aceptó el pedido de los opositores. 
Tras la "Secesión del Aventino" los parlamentarios fascistas siguieron acudiendo al parlamento y rechazaron convocar nuevas elecciones, fallando el cálculo opositor de forzar una crisis de gobierno mientras que el régimen fascista se apoyaba no solo en su mayoría parlamentaria sino también en la violencia de la Milicia Fascista, compuesta de camisas negras militarizados, al tiempo que socialistas y populares no se atrevían a desafiar la salvaje violencia fascista, mientras que los liberales habían reaccionado demasiado tarde. Todo ello dio como resultado un éxodo de intelectuales y opositores políticos hacia otros países, el denominado fuoriuscitismo, con algunos de ellos —como los liberales Piero Gobetti y Giovanni Amendola, exiliados en Francia— falleciendo posteriormente a causa de las palizas sufridas a manos de escuadras fascistas.
Lo que sucedió exactamente la noche de 31 de diciembre de 1924 quizás nunca pueda ser determinado. Parece que unos cuarenta cónsules de la Milicia Fascista, guiados por Enzo Galbiati, obligaron y amenazaron a Mussolini para que mantuviera la dictadura, lanzando una velada amenaza de desencadenar una ola de violencias si se cedía a las presiones de los demócratas y liberales. El 3 de enero de 1925 en la Cámara de Diputados, Mussolini realizó el famoso discurso en el cual asume la responsabilidad por los hechos de violencia ocurridos :

Declaro aquí, a esta Asamblea y al pueblo italiano, que asumo, solo yo, la responsabilidad política, moral, histórica, de todo lo sucedido. ¡Si las palabras más o menos son suficientes para colgar a un hombre, traigan el poste y la cuerda! ¡Si el fascismo no ha sido más que aceite de ricino y porra en vez de  una pasión arrogante de la mejor juventud italiana, es mía la culpa! ¡Si el fascismo ha sido una asociación criminal, si las violencias han sido resultado de un determinado clima histórico, político y moral, denme a mí la responsabilidad de esto, porque este clima histórico, político y moral lo he creado yo con una gran propaganda desde sus inicios hasta hoy

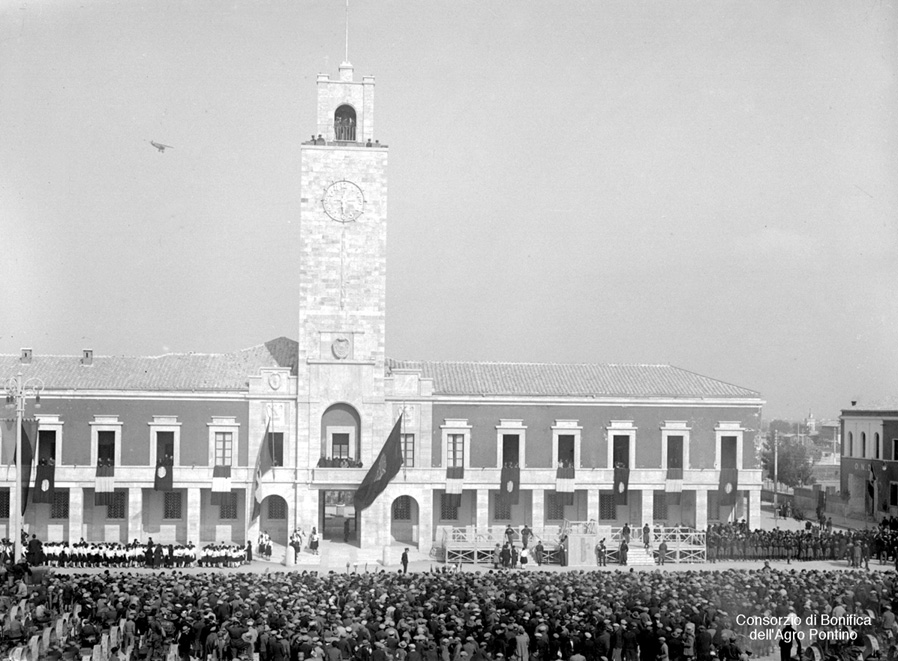
Inauguración de la ciudad de Littoria en 1932.

Con este discurso Mussolini se declaró dictador en la práctica. El 21 de junio de 1925 se realizó el cuarto y último congreso del PNF. Mussolini invitó a los camisas negras a abandonar definitivamente la violencia e integrarse en el Estado. El poder ejecutivo se reforzó con la reforma de la policía, colocada ahora en manos de militantes fascistas, lo que dejó impotentes a los squadristas que antes se enfrentaban a las fuerzas policiales. La asimilación de fascistas a la jefatura policial y otros cargos de responsabilidad política terminó extinguiendo para siempre la "revolución social" que se hallaba en el programa inicial del fascismo. 
El 20 de octubre de 1925 Mussolini nombró a Cesare Mori como prefecto de Palermo con poderes extraordinarios y competencia también en Sicilia para que pusiera freno al fenómeno mafioso en la isla. Mori, llamado el «prefecto de hierro», obtendrá significativos resultados contra el crimen organizado y su acción continuará durante todo el bienio 1926–1927. Sin embargo, bien pronto se descubrieron las relaciones de la Mafia Siciliana con algunos personajes del gobierno y con altos líderes del fascismo siciliano: Mori fue destituido de su cargo y nombrado senador el año 1929, para evitar mayor escándalo, mientras la propaganda fascista afirmaba que la mafia había sido derrotada definitivamente.
Con la ley del 17 de abril de 1925 (n. 473) se fijan las nuevas normas sobre higiene laboral para las empresas que tendrán la obligación de proveer servicio sanitario en la empresa, no imponer a mujeres y menores de edad cargas laborales excesivas, y señalar como tales y custodiar toda sustancia nociva. Los "contratos nacionales de trabajo" asumen fuerza de ley y los «jefes» (llamado en la ley «dadores de trabajo») pueden estipular contratos individuales distintos de los colectivos de categoría solo si se prevén condiciones mejores para los trabajadores Con estas medidas el régimen mussoliniano busca satisfacer demandas de los trabajadores para mostrar la "inutilidad" de los ya extintos sindicatos y debilitar a los socialistas y comunistas, pese a estar ya casi en la clandestinidad. Sobre la observancia de tal ley se encarga de vigilar el Ispettorato Corporativo. 
Con el real decreto del 1 de mayo de 1925 (n. 582) nace la Opera Nazionale Dopolavoro (OND), con el fin de «promover el sano empleo de las horas libres de los trabajadores intelectuales y manuales con instituciones dirigidas a desarrollar sus capacidades físicas, intelectuales y morales», de modo que el Estado pueda también controlar el tiempo libre de los trabajadores.

### La batalla del trigo
El 11 de junio de 1925, Mussolini anuncia el inicio de la «batalla del trigo». Esta campaña tuvo como objetivo alcanzar la autosuficiencia del Reino de Italia en materia de producción de trigo (la masiva importación de trigo era causa del 50% del déficit de la balanza de pagos) y, más en general, la autosuficiencia respecto de todos los productos agrícolas con miras a conseguir la plena autarquía alimentaria. Para esto se desarrollaron campañas de instrucción a campesinos en el uso del suelo agrícola, técnicas de regadío, rotación de cultivos, y combate a plagas.
El programa duró hasta 1931 y aumentó sustancialmente la productividad de trigo (con la consiguiente mejora en la balanza comercial italiana), reduciendo mucho el gasto italiano en la importación de este producto, alcanzando un récord mundial de productividad de trigo por metro cuadrado. Pese a ello, nunca se alcanzó el objetivo de la completa autosuficiencia en el sector alimentario respecto del trigo, ni tampoco en lo referido a otros productos, mientras que los elevados costos de la batalla del trigo (especialmente altísimas subvenciones a los dueños de latifundios) causaron que el programa se convirtiera paulatinamente en un despilfarro de dinero, con costos mayores a sus beneficios. Para colmo, la insistencia del régimen en preferir el trigo a otros productos agrícolas causó una visible disminución en la producción de carne, leche y derivados, vegetales y cebada, lo cual resultó negativo para la economía rural italiana a mediano plazo.
El proyecto de la batalla del trigo pudo realizarse sobre todo gracias a la recuperación, entre 1928 y 1932 de los territorios pantanosos que todavía quedaban en la península itálica, incluso en las cercanías de la propia Roma, donde se fundaron las localidades de Littoria y Sabaudia. Los nuevos municipios nacieron con el fin de aprovechar al máximo algún recurso natural: así, por ejemplo, la ciudad de Carbonia se creó para favorecer la extracción en los yacimientos limítrofes de carbón. Además esto permitió la aplicación de un programa sanitario para la lucha contra la malaria y otras enfermedades.

### Las leyesfascistísimas

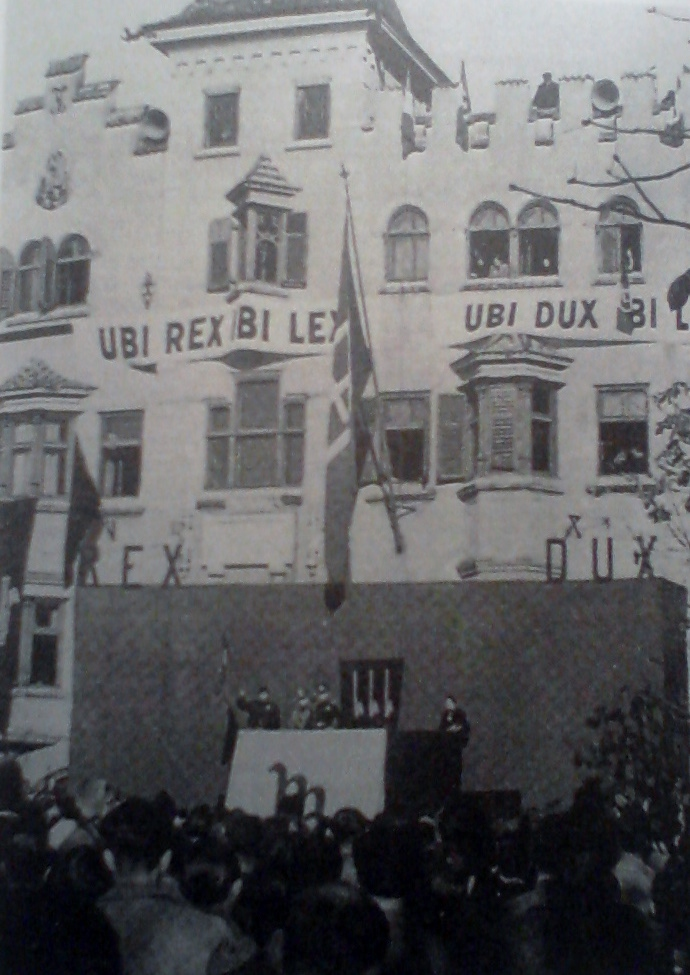
Celebración fascista en Bressanone, 1930

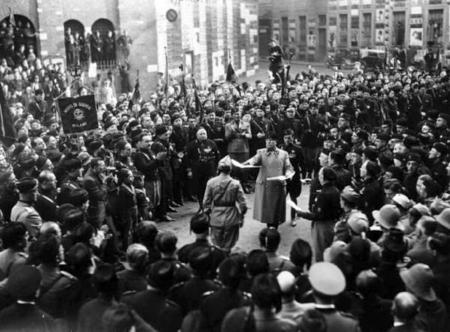
Conmemoración en la Piazza San Sepolcro de Milán, con la presencia de Mussolini, en 1936

En el bienio de 1925-1926 se publicaron una serie de normas en contra de la libertad personal: fueron disueltos todos los partidos políticos y los sindicatos no fascistas, se eliminó toda libertad de prensa, de reunión y de expresión, se restableció la pena de muerte para una serie de delitos de carácter puramente político y se creó un "Tribunal Especial" con amplios poderes, capaz de mandar al exilio interno a las personas desagradables al régimen con una simple medida administrativa.
Entre 1925 y 1926 se promulgan las leyes fascistísimas, inspiradas por el jurista Alfredo Rocco, con el fin de dotar al régimen dictatorial de un sólido apoyo legal y de una organización con la cual controlar casi por completo la vida de los italianos.
La ley fascistísima del 26 de noviembre de 1925 (n. 2029) estipula que los cuerpos colectivos que actúan en Italia (asociaciones, institutos, entes) están obligados, tras requerimiento de la autoridad de seguridad pública, a declarar sus estatutos, sus actos constitutivos, sus reglamentos internos y, sobre todo, las listas de socios y dirigentes, bajo pena —en caso de omitir la declaración o hacerla de manera dolosa— de la disolución del cuerpo mismo, encarcelamientos a determinar y sanciones económicas por un mínimo de 2000 y un máximo de 30 000 liras. De esa manera el gobierno se hizo con un mapa claro del tipo y número de las asociaciones no gubernamentales presentes en el país, así como de sus integrantes, lo cual facilitó el control estatal sobre sus actividades, además de desalentar la formación de organizaciones encubiertas de opositores al régimen.

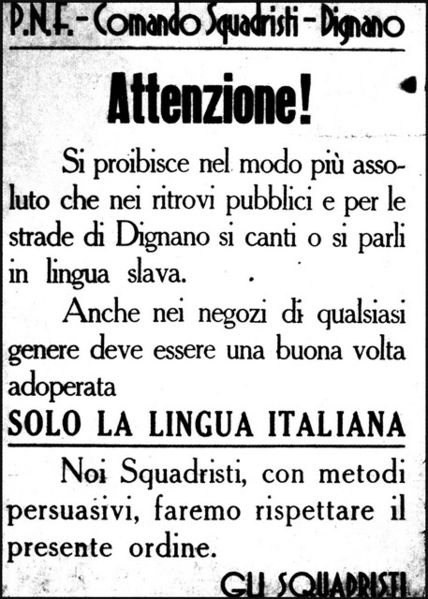
Cartel de los escuadristas fascistas en la localidad Istriana de Vodnjan (Dignano en italiano), ordenando emplear exclusivamente la lengua italiana en público, la prohibición de la lengua eslava tanto hablada como cantada, bajo la amenaza de los escuadristas de hacer respetar esta orden de prohibición "con métodos persuasivos".

La ley del 24 de diciembre de 1925 (n. 2300), establece que todos los funcionarios públicos que rechacen jurar fidelidad al estado italiano deben ser destituidos. Ese mismo día se aprueba el decreto 2263 que prevé que la dicción «presidente del consejo» cambie a «jefe de gobierno, primer ministro y secretario de Estado»; el «jefe de gobierno» es nombrado o revocado solo por el rey y es responsable solo ante él. Los ministros son responsables o bien ante el rey o ante Mussolini. La ley de prensa del 31 de diciembre de ese mismo año declara como ilegales a todos los periódicos que no tengan un responsable legal reconocido por el prefecto local, lo cual fuerza en la práctica a que todas las publicaciones queden bajo vigilancia gubernamental. La ley del 31 de enero de 1926 (Ley N.º 100) atribuye a Mussolini, en cuanto jefe de gobierno, la "facultad de adoptar normas jurídicas sin aprobación parlamentaria previa", instaurando así una dictadura de facto.
Con la ley del 4 de febrero de 1926 (n. 237) se eliminan del ordenamiento municipal el consejo comunal y el alcalde, este último es sustituido por la figura del podestà, que ejercita en simultáneo las funciones del alcalde, de la junta de regidores y del consejo comunal y es nombrado con decreto real por el poder ejecutivo; con esto se elimina la elección popular de los gobiernos municipales. El 3 de abril de 1926 es abolido el derecho a huelga y se establece que solo los sindicatos reconocidos por el Estado pueden firmar contratos colectivos. En tal contexto, el 8 de julio de 1926 queda constituido el "Ministerio de las Corporaciones", cuya dirección queda en manos del mismo Mussolini.
Para reprimir a la oposición aún existente, el régimen de Mussolini dispuso el confinamiento de opositores al régimen en pequeñas islas en el Mar Mediterráneo o en las aldeas más remotas, principalmente en el sur de Italia. La medida punitiva se adoptó sobre la base del Real Decreto 1848 expedido el 6 de noviembre de 1926. Era aplicable a cualquier persona considerada como una "amenaza para el orden estatal o el orden público". Después de un mes de la entrada en vigor del decreto, los "confinamientos" llegaron a seiscientos (más de novecientos serían al final de ese año). En total, las víctimas de la "residencia forzada" fueron más de quince mil. Entre ellos figuran nombres ilustres de políticos y artistas como los de Antonio Gramsci, Cesare Pavese, Altiero Spinelli, Ferruccio Parri, y Giuseppe Di Vittorio. Se calcula que fueron ciento setenta y siete opositores al régimen que murieron mientras estaban en confinamiento. Un caso similar ocurrió con el escritor Carlo Levi, cuya novela Cristo se detuvo en Éboli está basada en su experiencia real como "confinado" entre 1935 y 1936 en un poblado remoto de la provincia de Matera, en la Basilicata.

### La conciliación con la Iglesia católica
Entre el fascismo y el catolicismo siempre hubo una difícil relación: Mussolini se había declarado ateo y mostraba públicamente muy poco respeto hacia cualquier religión (al igual que casi todos los grandes líderes del fascismo), pero entendió que para gobernar Italia de modo dictatorial no debía enemistarse con los católicos como habían hecho los líderes liberales desde 1870.  
En el umbral del poder de Mussolini declaró sobre la religión en general (junio de 1921) que:

"el fascismo no practica la religión, sino que lucha contra ella"

Pese al oficial anticlericalismo de los fascistas, la víspera de la Marcha sobre Roma Mussolini informó a la Santa Sede que los clérigos católicos "nada debían temer de él y sus hombres". La jerarquía de la Iglesia católica en Italia, si bien no aceptaba la ideología fascista por su culto a la violencia, su franco desprecio por la religión, y su énfasis en el materialismo, la prefirió como alternativa "menos dañina" para sus intereses que el comunismo tras el biennio rosso. El Partido Popular Italiano, precursor de la democracia cristiana, fue también declarado ilegal en 1925 dejando a la jerarquía católica sin opciones reales de oponerse al régimen fascista. 
Pese a esta mutua desconfianza, el 11 de febrero de 1929 Mussolini se volvió, según las palabras del papa Pío XI, el hombre de la Providencia firmando los famosos Pactos lateranenses. La frase con que el papa definió al Duce pesó sobre todo su pontificado pero el sentido de aquellos pactos, que sancionaron el recíproco reconocimiento entre el Reino de Italia (1861-1946) y la Ciudad del Vaticano, fue la conclusión de extenuantes negociaciones entre emisarios del papa y representantes de Mussolini. Sobre todo, este último logró ventajas políticas al eliminar por completo la Cuestión romana existente desde 1870 y neutralizar por un tiempo las críticas de la jerarquía católica al fascismo, además de lograr que la Iglesia católica reconociera finalmente le legitimidad del Estado Italiano en todo sentido.
Al ratificar el acuerdo de 1929, la religión católica se convirtió en la religión oficial de Italia, se estableció la enseñanza obligatoria del catolicismo en las escuelas y se reconoció la soberanía y la independencia de la Santa Sede. El régimen fascista llegó a abolir la fiesta nacional del 20 de septiembre, que recordaba la toma de Roma y la consiguiente derrota de los Estados Pontificios en 1870, para facilitar la conciliación con la Iglesia. Estas ventajas no impidieron que Pío XI mantuviera su posición opuesta a la ideología fascista, la cual se expresó nuevamente en la encíclica Non abbiamo bisogno publicada el 29 de junio de 1931.
Tras los acuerdos de ese mismo año entre la Santa Sede y el Gobierno italiano respecto a la Acción Católica, el acercamiento y apoyo directo del Vaticano al fascismo se acentuó. La Iglesia reforzó su posición ecuménica en las organizaciones juveniles fascistas, la escuela y el ejército. Dicha sintonía se plasmó el 9 de enero de 1932 con la concesión a Mussolini por parte de Pío XI de la Orden de la Espuela de Oro (la segunda condecoración papal más importante); la visita del Duce a la Santa Sede, donde este fue recibido siguiendo el protocolo dado a los reyes, fue considerada como «una de las más importantes de los últimos tiempos».
La unión entre la Santa Sede y el régimen se materializaría en el apoyo de buena parte de la jerarquía católica a las operaciones militares fascistas en Etiopía. Numerosos obispos italianos, casi todos simpatizantes de Mussolini, consideraron la invasión de Abisinia como una labor misionera. Ferdinando Bernardi, arzobispo de Tarento, consideraba en febrero de 1936 la guerra en Etiopía como «una guerra santa, una cruzada». El obispo de San Miniato, Ugo Giubbi, aseguró al Duce que el clero italiano estaba dispuesto a «fundir el oro de las iglesias y el bronce de sus campanas» para salvaguardar la victoria de Italia. Alfredo Ildefonso Schuster (beatificado en 1996), entonces cardenal arzobispo de Milán, elogiaba en octubre de 1935 desde el púlpito de la catedral a las tropas fascistas por «abrir las puertas de Etiopía a la fe y a la civilización romana».

### La propaganda

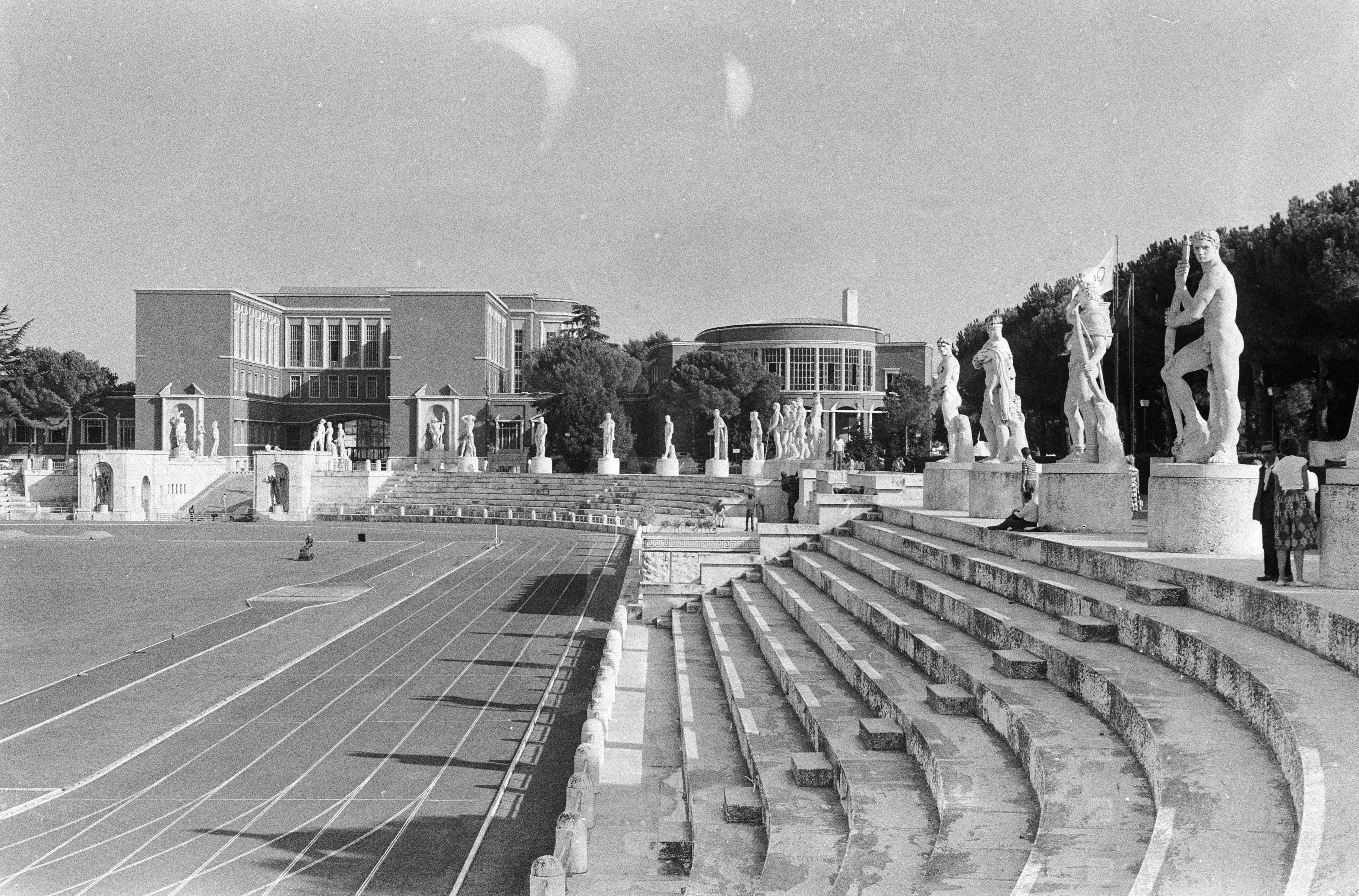
Palacio del Comité Olímpico de Italia, Roma

Desde inicios de la década de 1930 la propaganda de Mussolini se orientaba a afianzar su poder mediante la popularidad del régimen y apuntaba a exhibir ante las masas italianas un renovado "poderío" de Italia en varios planos, sea cultural, económico, militar, o inclusive deportivo. Para esto se realizaron en las principales ciudades, pero especialmente en Roma, enormes construcciones de tipo monumental y también recibieron enorme impulso las instalaciones deportivas como estadios y coliseos. 
En 1930 el régimen auspició un nuevo deporte llamado volata que era una mezcla de fútbol y rugby (y basado supuestamente en el calcio florentino) con fines de propaganda para exhibir un "deporte realmente italiano". El nuevo juego no ganó aceptación entre las masas y, tras dos años de indiferencia popular, Mussolini abandonó su promoción, en tanto la afición italiana mantuvo su preferencia hacia el fútbol. Ante ello, el régimen fascista pugnó exitosamente ante la FIFA para organizar de modo ostentoso la Copa Mundial de Fútbol de 1934, la cual fue ganada por el equipo italiano
También se recurrió a las construcciones grandiosas de edificios como el complejo arquitectónico llamado EUR iniciado en 1936 en la ciudad de Roma, en el cual Mussolini había planeado realizar una fastuosa "Exposición Universal" en 1942 (nunca ejecutada) para celebrar los 20 años de la dictadura fascista. En paralelo, desde 1924 existía el Istituto Luce (abreviatura de L' Unione Cinematográfica Educativa), entidad estatal productora de cine con el cual difundir la propaganda del fascismo mediante cintas documentales y noticiarios, aunque desde 1935 se dedica específicamente a producir películas favorables al régimen. Para esta finalidad en 1937 se fundan bajo patrocinio estatal los amplios y modernos estudios de Cinecittà en Roma.
Fue en este clima de propaganda exacerbada que se celebraron varias expediciones de aviación para aumentar el prestigio del régimen ante la opinión pública internacional. Después del primer vuelo italiano sobre el Atlántico Sur en 1931, en 1933 el ex quadrumviro de la Marcha sobre Roma, Italo Balbo, organizó el segundo y más famoso de los vuelos del Atlántico Norte, para conmemorar el décimo aniversario de la Regia Aeronautica (creada el 28 de marzo de 1923). A bordo de 25  hidroaviones SIAI-Marchetti S.55X del 1 de julio al 12 de agosto de 1933 Balbo y sus hombres llevaron su flota de aviones cruzando el océano hasta Nueva York y retornaron a través de todas las principales naciones europeas y visitando la mayoría de ciudades de los Estados Unidos. En el momento fue una expedición que aumentó el prestigio italiano en el mundo y dio gran fama internacional a Balbo, incluso superior a la de Mussolini.

## El nacimiento del Imperio

### Bloque Latino
Ya en 1927 Mussolini había propuesto la formación de un "Bloque Latino" que agruparía a Italia, Francia, España y Portugal, y que constituiría una alianza basada en la civilización latina y la cultura común entre estas naciones. En aquel momento la propuesta no llegó a prosperar en España, ni contó siquiera con el apoyo de la Dictadura de Primo de Rivera, para frustración del propio Mussolini. No obstante, durante la década de 1930 el primer ministro francés Pierre Laval sí llegó a manifestar su apoyo por el establecimiento un Bloque latino junto a Italia y España. La propuesta volvería a ser discutida públicamente entre los gobiernos de Italia, la España franquista y la Francia de Vichy durante la Segunda Guerra Mundial, aunque finalmente nunca llegaría a formalizarse una alianza de este tipo.

### La invasión de Abisinia

Mapa del imperio colonial italiano. En rojo están las posesiones italianas antes de la Segunda Guerra Mundial. En rosa los territorios capturados temporalmente después de septiembre de 1939.

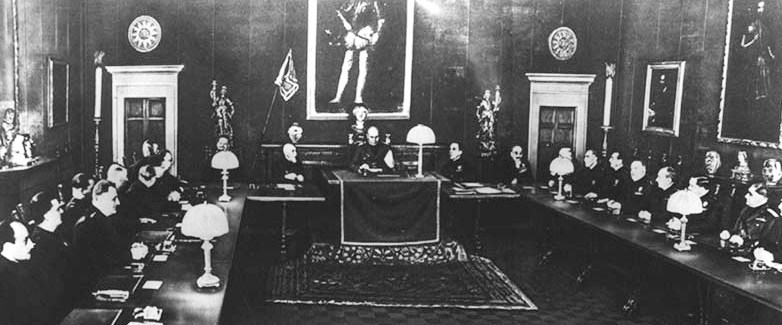
El "Gran Consejo Fascista" reunido en 1936 para la "proclamación del Imperio".

Desde 1932 el régimen fascista buscaba pretextos para atacar el reino africano de Abisinia, limítrofe con las colonias italianas de la Eritrea italiana y la Somalia italiana, al que ya tropas italianas habían intentado conquistar en 1895, hasta ser vencidas por los etíopes en la Batalla de Adua. Mussolini ansiaba expandir el prestigio del régimen fascista mediante el imperialismo y vengar la humillación sufrida por las tropas italianas cuatro décadas atrás, para lo cual el reino abisinio ofrecía ser una presa adecuada con la cual satisfacer ambos objetivos. 
En la noche del 5 al 6 de diciembre de 1934, en la frontera de la colonia italiana de Somalia hubo un enfrentamiento entre soldados somalíes que estaban prestando servicio en las tropas coloniales italianas y soldados abisinios, incidente del cual Italia acusó a Abisina, pero la Sociedad de Naciones rechazó imponer culpabilidad a alguno de los dos bandos.
El 2 de octubre de 1935, pretextando una disputa fronteriza en el norte de Etiopía, Italia lanzó una invasión militar contra Abisinia desde sus bases en Eritrea (al norte) y de Somalia (al sur), atacando en simultáneo por dos frentes, empleando gran cantidad de tropas eritreas y de la metrópoli. El reino de Abisinia contaba con tropas numerosas pero con armamento obsoleto, con fusiles y rifles de la Primera Guerra Mundial, siendo escasas las unidades etíopes dotadas de armamento comparable al de los italianos; los cañones y aviones de combate etíopes, además de ser muy escasos, también resultaban anticuados. Por el contrario, las fuerzas invasoras utilizaron masivamente armas de superior calidad (poco más de 700 carros blindados), además de emplear casi 500 modernos aparatos de la aviación militar, lo cual resultó un factor decisivo. 
Tras una serie casi ininterrumpida de derrotas etíopes durante meses, las tropas del mariscal Pietro Badoglio entraron en la capital abisinia, Adís Abeba, el 5 de mayo, mientras el emperador etíope Haile Selassie debió escapar al exilio en Kenia, poniendo así fin a la guerra en Etiopía. El sábado 9 de mayo de 1936 las dos columnas de avance italiano (septentrional y meridional) se unieron en la localidad etíope de Dire Dawa, acabando de conquistar el reino de Abisinia. Esa misma tarde Mussolini, desde el balcón del Palazzo Venezia en Roma anunció al pueblo italiano la "fundación del Imperio" y dispuso que en las comunicaciones oficiales se agregara esta fecha de fundación a las menciones de cada año, junto con las menciones al inicio de la dictadura fascista. Así, el año 1936 quedó como "año XIV de la era fascista y año I del Imperio". El rey Víctor Manuel fue proclamado entonces "Emperador de Etiopía".
El 11 de octubre de 1935 el  Reino de Italia había sido ya sancionado por la Sociedad de Naciones debido a su invasión de Etiopía. La sanción entró en vigor el 18 de noviembre, consistió en:
- Embargo de armas y municiones
- Prohibición de otorgar préstamos o créditos de apertura en Italia
- Prohibición de las mercancías de importación italiana
- Prohibición de exportar a Italia materia prima esencial para la guerra

Paradójicamente, la lista de bienes sujetos a embargo no incluía petróleo y los subproductos de hierro y acero, excluidos al tener también "usos civiles" pero muy necesarios para la industria bélica italiana, por lo cual firmas de Francia, Reino Unido, Estados Unidos (que no era miembro de la Sociedad de Naciones), y de Alemania, continuaron su exportación hacia Italia. El régimen de Mussolini replicó continuando su agresión bélica y retirándose de la Sociedad de Naciones en 1937. La guerra puso fin al frente de Stresa y acercó el Gobierno italiano al alemán, el único relativamente favorable a la expansión colonial italiana en África en Europa.

### Italia y Centroeuropa
A pesar del deseo común de Alemania y de Italia de cambiar la Europa surgida de los tratados de paz de Versalles, los deseos de expansión en el centro del continente hicieron que las relaciones entre las dos naciones fueran tensas hasta mediados de la década de 1930. El principal motivo de enfrentamiento diplomático fue el control de Austria, pequeño país fronterizo con ambas y pieza clave en el dominio de la región centroeuropea. Mussolini se opuso hasta pocos años antes del estallido de la Segunda Guerra Mundial a los deseos alemanes de anexionarse la república alpina, que se redoblaron con la llegada de Hitler al poder en 1933. Para Italia, ansiosa por extender su influencia por la zona, Austria constituía una base para extender tal influencia. A comienzos de la década, el medio porque Italia afectó la política austriaca fue la colaboración con la Heimwehr, que participaba en el Gobierno del canciller Engelbert Dollfuss. Los intentos de que Hitler aceptase esta situación fracasaron, y las relaciones bilaterales se tensaron especialmente tras el frustrado golpe de julio, en el que el canciller austriaco fue asesinado por nazis austriacos. Tras intentar en vano una alianza con el Reino Unido y Francia para mantener la independencia austriaca, a finales de 1936 Mussolini volvió a cambiar la política exterior italiana pactando con Hitler. A cambio de la mejora de relaciones con este, Mussolini tuvo que permitir la anexión de Austria en marzo de 1938. Esta anexión puso fin al bloque proitaliano creado en marzo de 1934 por los Protocolos de Roma, que habían sometido a Austria y Hungría a la influencia política y económica italiana, debilitado la posición francesa en Centroeuropa y supuesto un freno a los planes expansionistas alemanes.

### La intervención en España
Al iniciarse el 18 de julio de 1936 la guerra civil en España, con la sublevación del general Francisco Franco contra la Segunda República Española, Mussolini recibe un pedido de ayuda de los rebeldes españoles, especialmente de los líderes fascistas y carlistas que ya tenían contactos con Italia desde 1934, como Italo Balbo. Mussolini acepta atender las demandas de los sublevados españoles y tras el primer envío de aviones y material militar, se constituyó un contingente especial de tropas italianas denominado Corpo Truppe Volontarie o CTV, basado supuestamente en «voluntarios anticomunistas». El CTV es formado en realidad por una mayoría de militares profesionales y camisas negras, a quienes se agrega un cuerpo aéreo llamado Aviazione Legionaria, que llegaría a tener más de 40.000 hombres. Italia intervino en la contienda española con la intención de anexionarse las Islas Baleares y el enclave norteafricano de Ceuta, y también con la idea de crear un estado cliente en España. Italia buscaba la adquisición de las Islas Baleares porque, debido a su posición estratégica, podría utilizar el archipiélago como base desde la que interrumpir las líneas de comunicación entre Francia y sus colonias del norte de África, así como la ruta británica de suministros entre Gibraltar y Malta.
Desde la llegada de los primeros efectivos militares italianos a Mallorca, en agosto de 1936, a partir de ese momento la isla se va a convertir en una auténtica base militar italiana, tanto por sus bases aéreas que son usadas por la Aviazione Legionaria como los puertos de la isla, especialmente el puerto de Palma de Mallorca. A pesar de que no se trató una ocupación militar de iure, las banderas italianas llegaron a ondear sobre la isla. Durante los primeros meses de la presencia italiana el jerarca fascista Arconovaldo Bonaccorsi (conocido como el "Conde Rossi") fue enviado a la mayor de las islas Balerares, Mallorca, al frente de una fuerza compuesta por camisas negras y oficiales del ejército regular, para ejercer como procónsul italiano en las Baleares.
El conde Ciano comentaría en sus diarios:

Queremos que la España nacionalista, que ha sido salvada virtualmente por la ayuda italiana y alemana, permanezca estrechamente asociada con nuestra política [...]. Es un hecho que hemos establecido en Palma una base aérea y naval; tenemos buques allí estacionados permanentemente y contamos con tres aeródromos. Queremos mantener esa situación tanto tiempo como sea posible. En cualquier caso, Franco deberá comprender que, incluso después de nuestra posible evacuación, Mallorca tendrá que seguir siendo una base italiana en caso de guerra con Francia. Es decir: pretendemos mantener todas las instalaciones preparadas para que, en pocas horas, Mallorca pueda operar como una de nuestras bases mediterráneas. Si utilizamos la base mallorquina junto on la de Pantelaria y otras ya equipadas, ningún negro será capaz de cruzar desde África a Francia por la ruta mediterráneea.

Las tropas del CTV participan en las campañas del bando sublevado a lo largo de toda la contienda, desde 1936 hasta 1939, primero encuadradas como «contingente autónomo» en apoyo a los sublevados. En marzo de 1937 las fuerzas del CTV, actuando como cuerpo independiente, sufren una grave derrota ante los republicanos en la Batalla de Guadalajara, lo cual significa una pérdida de prestigio para el régimen fascista. Otra consecuencia amarga fue que el régimen de Francisco Franco suprimió la autonomía de operaciones del CTV, colocándolo en la práctica bajo mando del estado mayor de los sublevados. Pese a esto, Mussolini insistió en mantener el CTV en España durante toda la contienda, esperando siempre borrar el mal recuerdo de Guadalajara mediante nuevos triunfos bélicos.
Acabada la contienda, Mussolini esperaba que Franco permitiera al Reino de Italia utilizar las instalaciones portuarias en las Islas Baleares como bases para la Marina italiana, pero la presión diplomática del Reino Unido y el propio desinterés de Franco ante esta cuestión llevó a que el dictador español declinara la idea. El nuevo gobierno español empezó a pagar a Italia la deuda de guerra contraída por la ayuda militar del CTV, pero tales pagos no fueron continuos ni en gran cantidad. En contraste, la Alemania nazi no requirió a Franco concesiones de bases navales ni aéreas, sino que reclamó (y obtuvo) grandes privilegios comerciales y financieros, así como un mayor acceso de la industria alemana a la materia prima española, especialmente al valioso mineral de hierro y al cobre de España.

### El "Pacto de Acero" con Alemania
Desde 1938 se empezaron a respirar aires de guerra en Europa: el Tercer Reich se había ya anexionado Austria, y tras los Acuerdos de Múnich, los gobiernos de Francia y el Reino Unido aprobaron que la Alemania nazi se anexara la región de los Sudetes, y después de que se negaran a rechazar su proyecto para la anexión de toda Checoslovaquia. El Tercer Reich también tenía otras semejanzas con la Italia fascista: había abandonado ya la Sociedad de Naciones desde 1936 y había rechazado públicamente el Tratado de Versalles desde hacía mucho tiempo, mientras sostenía con armamento y dinero al bando sublevado en la guerra civil española, por lo cual un estrecho acercamiento italo-germano parecía muy probable tras los Acuerdos de Múnich. 
Al conocerse el 15 de marzo de 1939 que las tropas de la Wehrmacht alemana invadían territorio checo sin reacción alguna franco-británica, Mussolini quedó muy impresionado y dispuso que tropas italianas invadieran el Reino de Albania lo antes posible para lograr una nueva exhibición de fuerza ante Europa y dominar un país al cual se consideraba de facto como un satélite italiano desde hacía varios años. 
Así, en solo dos días ( 7 - 8 de abril de 1939) con la ayuda de 22.000 hombres y 140 tanques, las fuerzas armadas italianas ocuparon el Reino de Albania, y la capital, Tirana fue conquistada en la mañana del 9 de abril. De inmediato se instauró la Albania Italiana, como un efectivo protectorado italiano sobre el pequeño país balcánico. La monarquía nativa del rey Zog I fue destronada y Víctor Manuel III fue proclamado "rey de Albania".
El 22 de mayo fue firmado el Pacto de Acero entre la Alemania nazi y el Reino de Italia. Ese pacto supuso que la guerra era inminente, y la vinculación de Italia en una estrecha alianza con Alemania, comprometiendo el apoyo de Italia en caso de que Alemania sufriera cualquier ataque. Algunos miembros del gobierno italiano se opusieron a una alianza tan estrecha, y el mismo Galeazzo Ciano, autor italiano, calificó al pacto como "auténtica dinamita".

## La Segunda Guerra Mundial
El 1 de septiembre de 1939, Alemania invadió Polonia: rápidamente el ejército alemán conquistó el territorio polaco en una exhibición de su táctica de la Blitzkrieg, tomando Varsovia tras cuatro semanas de lucha. Como resultado del ataque alemán, Francia y Gran Bretaña reclaman a Alemania que detenga su ataque contra Polonia; al no lograrlo ambos países declaran la guerra a Alemania el 3 de septiembre de 1939. Benito Mussolini en espera de los acontecimientos, declaró a Italia como "no beligerante" en septiembre de 1939, bajo consejo de su yerno Galeazzo Ciano, Ministro de Asuntos Exteriores, evitando que Italia quedara involucrada en la contienda desde sus inicios.
Este gesto de Ciano fue muy mal recibido por el ministro nazi de Relaciones Exteriores Joachim von Ribbentrop, quien juzgaba necesaria una intervención italiana en la lucha para desalentar a Francia y Gran Bretaña de solidarizarse con Polonia. De hecho, Ribbentrop culparía a Italia de haber permitido que el conflicto germano-polaco se tornara en una guerra europea a gran escala. 
A continuación, en el contexto de la Segunda Guerra Mundial, Alemania trasladó su atención primero hacia el norte invadiendo Dinamarca y Noruega en abril de 1940, y luego dirigió sus fuerzas hacia el oeste en contra de los Países Bajos y, a través de Bélgica, contra Francia. 

### Entrada de Italia en la guerra
En junio de 1940 Mussolini se impresiona por la rápida y fácil victoria alemana sobre Francia, quedando convencido del triunfo inminente de una alianza nazi-fascista, y pensando en el momento de una nueva división de Europa; ante ello la Italia Fascista declaró la guerra a la "demo-plutocracia" de Francia y Reino Unido el 10 de junio de 1940, para cuando la Wehrmacht alemana está a punto de tomar París. Mussolini y gran parte de la jerarquía fascista está convencida de que, una vez derrotada Francia, el Reino Unido capitulará en un breve plazo, permitiendo al Reino de Italia obtener como "botín de guerra" una serie de amplias ganancias territoriales: Malta, Sudán, Alta Saboya, Túnez Francés, la Somalilandia Británica, entre otras, para lo cual es preciso entrar en la guerra de inmediato en alianza con el Tercer Reich. 
El 21 de junio, cuatro días después que el gobierno francés pidiera a los alemanes un armisticio, 325.000 soldados italianos invadieron los Alpes franceses. Nadie en el Reino de Italia parece darse cuenta de que para esa fecha era ya inminente una capitulación de Francia ante Alemania y la acción fue mal juzgada por la opinión pública internacional al lanzarse una aparatosa campaña contra un enemigo ya derrotado. El presidente estadounidense Franklin Delano Roosevelt llegó a definir la acción de una "puñalada por la espalda", pero la campaña italiana resulta un fracaso bélico, pese a lanzarse sobre unas fuerzas francesas desmoralizadas e inferiores en número. Tras tres días de lucha las divisiones italianas avanzaron solo 2 km, sufriendo 6.029 bajas (la mayoría por enfermedades y accidentes, más que por combate real) contra 254 bajas del bando francés.
El 24 de junio el armisticio fue firmado entre el Reino de Italia y Francia, que sanciona la desmilitarización de un territorio francés de 50 km cerca de la frontera, pero permitiendo a los italianos apenas ocupar las zonas que realmente estaban bajo su control a la fecha del armisticio, lo cual implicaba que la "ocupación italiana en Francia" se reducía al pequeño balneario fronterizo de Menton y sus alrededores. 
Después de este mal papel Mussolini planeó un ataque a gran escala sobre Malta (posesión británica) desde el mes de julio, utilizando sus fuerzas navales y la Regia Aeronautica, sometiendo a la isla un duro bloqueo aeronaval hasta anular sus defensas y finalmente tomarla por asalto. Los ataques italianos no emplean todo su potencial bélico desde el primer momento y el gobierno británico logra reforzar las defensas de Malta y dificultar más todo posible desembarco italiano. 
En el África Oriental Italiana, las tropas italianas de Eritrea y Somalia lanzaron en julio una rápida campaña contra las posesiones británicas de Kenia y el Sudán Anglo-Egipcio, ganando algunos territorios en dichas zonas hasta el mes de septiembre. En paralelo los italianos atacan la Somalilandia Británica el 3 de septiembre de 1940, aprovechando su superioridad numérica. Tras tres semanas de lucha, las guarniciones británicas de la zona fueron vencidas y debieron evacuar la Somalilandia marchando a Adén o rendirse a los italianos.

### Campañas coloniales y en el Mediterráneo
La situación del África Oriental Italiana resulta bastante precaria pues tras el cierre del Canal de Suez por los británicos en junio de 1940 y la imposibilidad de enviar buques dando la vuelta al Cabo de Buena Esperanza, Italia no abastece a su colonia más remota, que es abandonada a su suerte. El propio virrey italiano, el duque Amadeo de Aosta, admite la difícil situación y decide paulatinamente abandonar zonas de difícil defensa para ahorrar tropas y municiones, al prever una pronta ofensiva de fuerzas del Imperio Británico, abastecidas y reforzadas por su metrópoli.
Del mismo modo, tropas del Regio Esercito al mando del general Rodolfo Graziani invaden el Reino de Egipto el 9 de septiembre de 1940, con cuatro divisiones de infantería, acompañadas de artillería y tanques. Las fuerzas británicas fueron vencidas por completo en las zonas fronterizas pero formaron posiciones defensivas adecuadas y el avance italiano se detuvo tras 70 kilómetros de penentración, en la localidad de Sidi Barrani. 
Al no obtener un triunfo rotundo en Malta ni en Egipto, Mussolini tiene muy poco de qué jactarse ante Hitler en su entrevista de la ciudad de Florencia el 24 de octubre de 1940, pero ya desde el mes de agosto el alto mando del Regio Esercito había planificado un ataque bélico contra Grecia y lo comunican a Mussolini. Aunque los altos jefes militares italianos como Mario Roatta y Pietro Badoglio consideraban el ataque sobre Grecia como un objetivo a mediano plazo, Mussolini impuso que se ejecutase el 28 de octubre al conocer que en virtud del Segundo arbitraje de Viena las tropas de Alemania habían conseguido bases militares en el Reino de Rumanía desde inicios de septiembre de 1940. 
Tras un ultimátum de Mussolini al dictador griego Ioannis Metaxas el 28 de octubre, las tropas italianas invaden el norte de Grecia, penetrando en la región del Epiro sin antes alertar al aliado alemán. Las divisiones italianas pronto se encontraron en dificultades debido a la inesperada resistencia griega así como por la falta de equipo militar adecuado, a lo cual se unía la ausencia de factor sorpresa (debido a los meses de propaganda fascista contra Grecia) y la falta de preparación de un plan de combate (improvisado apenas diez días antes de empezar las operaciones). 
Tras un mes de campaña las fuerzas griegas no solo habían detenido a los invasores italianos, sino que incluso habían contraatacado con notable éxito, penetrando en la Albania Italiana (controlada por el régimen fascista desde abril de 1939), tomando varias localidades en el extremo suroriental albanés. Las tropas italianas lanzaron diversas contraofensivas a lo largo de enero de 1941 pero no lograron romper la resistencia griega, situación que fue complicada por el invierno en las montañas del Epiro, para el cual no estaban preparadas las tropas italianas.
Mientras tanto, Malta no pudo ser tomada ni anulada como base aeronaval gracias a la exitosa resistencia británica. Para colmo, la Regia Marina italiana sufrió un duro golpe cuando el 11 de noviembre aviones de la RAF británica atacaron a la flota italiana en Tarento y hundieron un acorazado, dañando gravemente a otros dos buques de guerra, mientras los británicos perdían apenas dos aviones en la lucha.

### Derrotas italianas

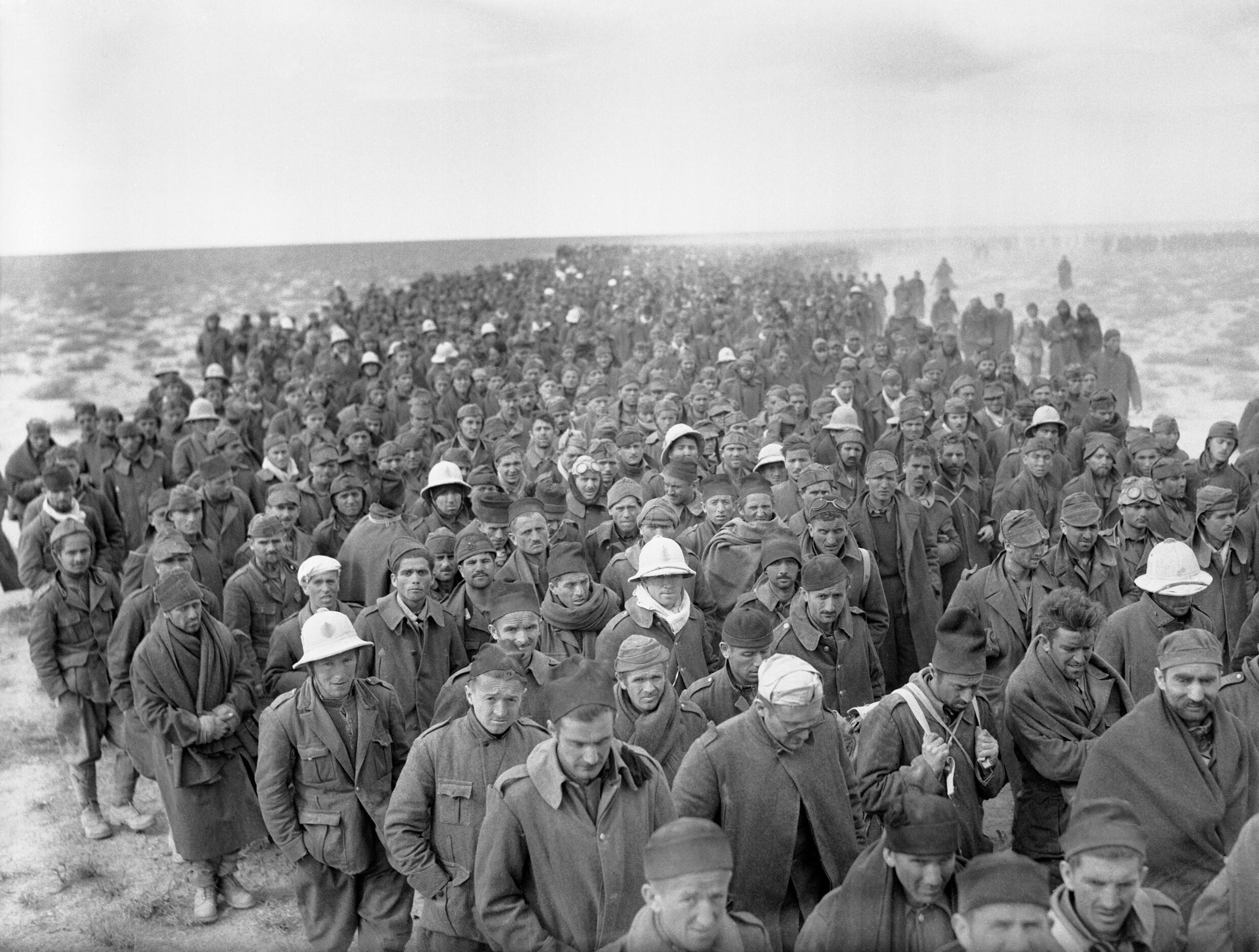
Soldados italianos tras rendirse a los británicos en la Operación Compass, enero de 1941

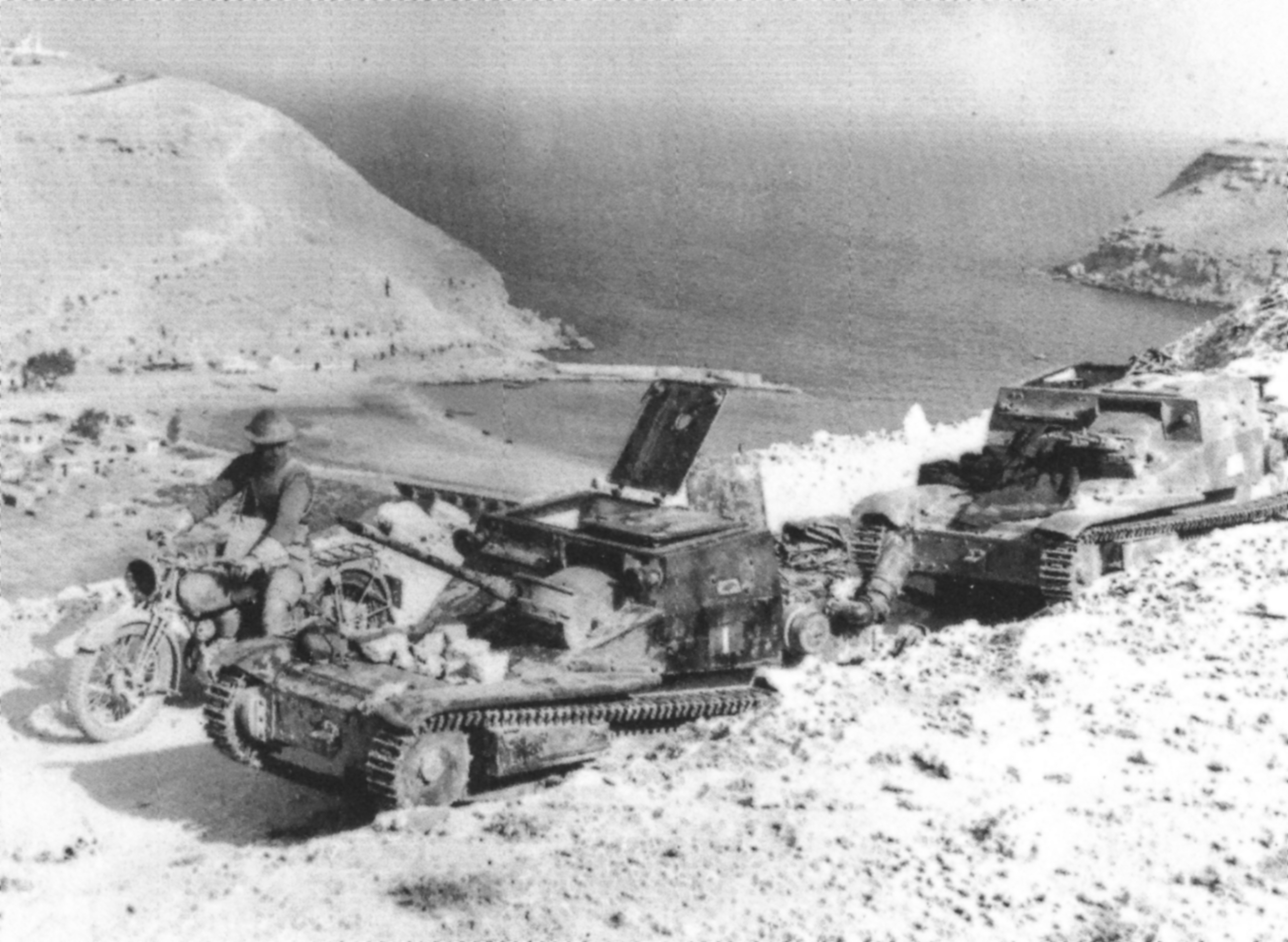
Tanquetas italianas capturadas por los británicos en Libia, enero de 1941.

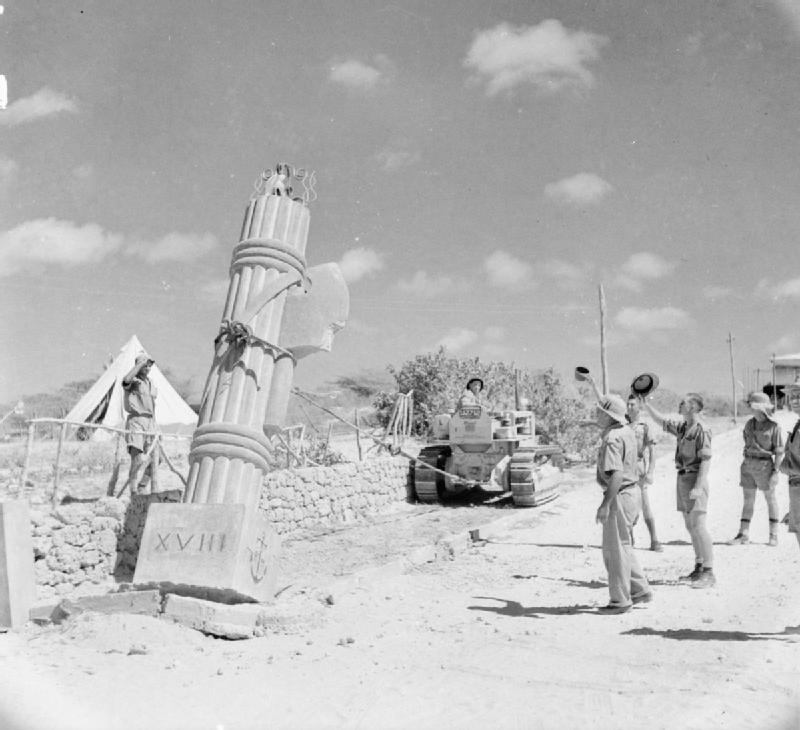
Tropas británicas derriban un monumento fascista en Kismayu, Somalia, el 11 de abril de 1941.

La situación militar en Egipto también empeoró para los italianos, cuando fuerzas británicas al mando del general Archibald Wavell, con seis divisiones frescas de infantería y tanques, lanzaron una campaña el 9 de diciembre de 1940 contra las avanzadas italianas en Egipto y las derrotaron decisivamente. A continuación, tropas del Imperio Británico penetraron en la Libia italiana y continuaron derrotando a las fuerzas italianas al mando de los generales Graziani y Gariboldi, tomaron las localidades de Bengasi, Derna, y Tobruk y avanzaron más de 300 kilómetros en territorio libio, deteniéndose solo tras tomar El Agheila el 7 de febrero de 1941. En esta campaña el Regio Esercito perdió su Décimo Ejército, sufriendo 3.000 bajas en combate y dejando 120.000 prisioneros en poder de los británicos. Ante este desastre, desde febrero de 1941 operó en Libia un numeroso contingente militar alemán denominado Afrika Korps al mando del general Erwin Rommel, enviado por Hitler con la misión de apoyar el esfuerzo bélico italiano en África del Norte. 
En enero de 1941 se reinició la ofensiva británica en África Oriental, con ataques desde el norte y sur. Los reclutas etíopes bajo mando italiano empiezan a desertar en masa (aunque los reclutas eritreos y somalíes mantendrían lealtad a Italia casi hasta el fin). El mando británico emplea tropas metropolitanas e indias, de franceses libres y reclutas kenianos y sudaneses, abastecidos por la Royal Navy con municiones y combustible. Los italianos empiezan un lento reliegue de posiciones indefendibles: abandonan Mogadiscio y Kismayu en febrero, junto con toda Somalia y Somalilandia, en marzo se retiran de sus conquistas de Sudán y Kenia, y en abril sus defensas se concentran en el Macizo etíope.
Pese a la valentía de las tropas bajo mando italiano, los británicos logran avanzar y el 5 de abril de 1941 toman Adís Abeba, dos días después terminan de ocupar toda la costa de Eritrea. Las defensas italianas en las montañas empiezan a flaquear ante la grave escasez de municiones y alimentos, por lo cual el 20 de mayo capitula en Amba Alagi el propio  duque Amadeo de Aosta con un numeroso contingente de soldados italianos y nativos, al advertirse la inutilidad de la defensa. Con ello desaparece el África Oriental Italiana, aunque algunos núcleos de resistencia continuarían en el norte del Macizo etíope hasta la rendición final de los italianos en Gondar el 27 de noviembre de 1941.
Al endurecerse la resistencia de las fuerzas griegas en Epiro, Hitler se vio entonces obligado a enviar ayuda militar a los italianos en el Reino de Grecia, pero la campaña balcánica de los italianos prosiguió hasta que la Wehrmacht germana lanzó en abril de 1941 su campaña en los Balcanes, invadiendo exitosamente el Reino de Yugoslavia y el Reino de Grecia en tres semanas, tras lo cual las tropas italianas (de actuación muy marginal en esta fase de la lucha) ocuparon amplios sectores de Dalmacia, Eslovenia y Montenegro. El OKW alemán dispone, no obstante, que las fuerzas griegas capitulen solo ante la Wehrmacht en tanto el Regio Esercito no había sido el real ejecutor del triunfo final del Eje.
En la guerra naval, la Batalla del Cabo Matapán del 27 de marzo de 1941 culminó en otro rotundo triunfo británico que arrebató a la Regia Marina toda pretensión de hegemonía en el Mediterráneo tras causarle serias bajas: Italia perdía dos destructores, tres cruceros y 3.000 hombres, mientras las bajas británicas se limitaban a tres tripulantes de un avión torpedero derribado.

### Intervención alemana

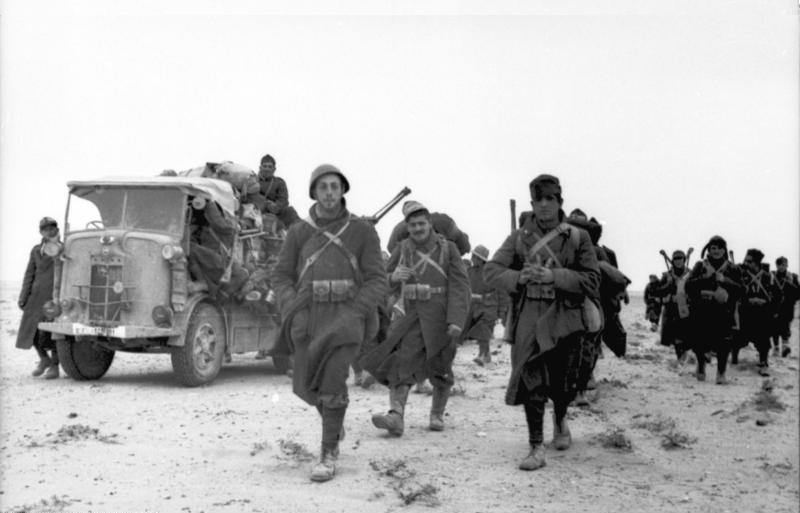
Soldados italianos en el norte de África, abril de 1941

Los graves reveses militares de Italia en tierra y mar mostraron al régimen fascista la precariedad económica e industrial del país, así como la escasa preparación de sus fuerzas armadas, lo cual contrastaba con la abrumadora superioridad bélica de Alemania en el Eje; en paralelo, Italia había introducido en la población civil severas medidas de racionamiento y austeridad que no se reflejaban en los campos de batalla, lo cual redujo mucho la popularidad del régimen entre las masas. 
Para impedir un derrumbe italiano en Libia, el dictador alemán Adolf Hitler envió un considerable cuerpo de tanques al mando del general Erwin Rommel para rechazar las ofensivas británicas y avanzar hasta el Canal de Suez, controlando el Reino de Egipto. Nominalmente el contingente alemán, llamado Afrika Korps, estaría subordinado al estado mayor del Regio Esercito, pero pronto la superioridad técnica y logística de las tropas germanas causó que éstas operasen de modo autónomo, en el mismo plano que los mandos italianos.
Pese a los desastres del primer año de guerra, en junio de 1941 Mussolini insistió en enviar unidades del Regio Esercito para apoyar la ofensiva alemana en la URSS. Este contingente, denominado ARMIR, llegó a sumar diez divisiones, pero estuvo siempre muy mal equipado para la lucha invernal y abastecido con armas de mediocre calidad, participando primero en las luchas de los alemanes en el oeste de Ucrania y participando en la ocupación del puerto de Odesa. El mal aprovisionado contingente italiano terminó dependiendo de la intendencia y logística de la Wehrmacht, redundando en nuevo desprestigio para Mussolini.
En África del Norte las tropas ítalo-alemanas lograron avances desde abril de 1941 (triunfando en la Operación Sonnenblume)con el apoyo logístico y bélico del Tercer Reich, especialmente por la pericia del general alemán Rommel al frente del Afrika Korps y el apoyo aéreo de la Luftwaffe, con aviones de mejor calidad que los usados por la Regia Aeronautica, llegando inclusive a sitiar el puerto libio de Tobruk, tomado por los británicos tres meses antes, y alcanzar la frontera libio-egipcia. En mayo y junio de 1941 los ítalo-alemanes rechazaron dos contraofensivas británicas (la Operación Brevity y la Operación Battleaxe).
En diciembre de 1941 los británicos lograron romper el sitio de Tobruk tras una gran demostración de fuerza, pero en enero de 1942 Rommel planificó una gran contraofensiva que reocupó Bengasi y amenazó Tobruk. En junio de 1942 los italoalemanes lograron su mayor triunfo en Gazala y retomaron Tobruk, pero ello aumentó la influencia de los militares alemanes sobre el estado mayor italiano. No obstante, tras el triunfo de Gazala los avances del Eje resultaron en graves pérdidas de hombres y material que no podían ser compensadas prontamente, en tanto los convoyes de apoyo de la Regia Marina eran fácilmente atacados por la RAF desde sus bases en Malta, amenazando gravemente la logística del Afrika Korps y causando mutuas acusaciones de incompetencia y mala voluntad entre los jefes militares alemanes y sus colegas italianos. 
Finalmente, a fines de octubre de 1942 los ítalo-alemanes eran vencidos decisivamente en la Batalla de El Alamein, donde el Afrika Korps sufrió gravísimas bajas que lo dejaron casi inoperante, al igual que las divisiones italianas. Tras ello, tropas británicas lanzaron una violenta contraofensiva y a fines de enero de 1943 tomaron Trípoli, ocupando toda la colonia de Libia. Las últimas fuerzas ítalo-alemanas lucharon para mantener un débil frente en Túnez pese a su inferioridad en tropas y suministros, hasta que a inicios de mayo de 1943 fueron totalmente vencidas y debieron capitular ante los estadounidenses, preparándose los Aliados occidentales para un ataque directo al Reino de Italia.
En paralelo, en diciembre de 1942 y enero de 1943 el ARMIR fue duramente derrotado por la contraofensiva soviética en la Batalla de Stalingrado, perdiendo casi a la mitad de sus hombres como muertos, heridos o prisioneros, además de casi todo su material de guerra; tras el desastre, los sobrevivientes del ARMIR fueron repatriados en febrero de 1943.

### Crisis del régimen
La situación militar del Eje a inicios de la primavera de 1943 parecía muy poco halagadora: Italia había perdido todo su imperio colonial, su flota había sido casi destruida en el Mediterráneo tras la Batalla del Cabo Matapán y apenas mantenía una débil cabeza de puente en Túnez, el Tercer Reich sufría una gravísima derrota en Stalingrado y perdía casi todos sus avances en el Cáucaso, la cuenca del Donbass y el extremo este de Ucrania. 
En Italia el descontento llega a las masas populares ante la interminable sucesión de derrotas bélicas, las privaciones de la vida diaria, y la extrema dependencia respecto de los alemanes, descontento que se extiende a la élite del fascismo, en tanto líderes del gobierno como Galeazzo Ciano o Dino Grandi se oponen a seguir la guerra al lado de Alemania, quien ya se perfila como país vencido ante el cual Italia no tiene poder efectivo. La economía italiana sufría ya los efectos de una guerra a gran escala para la cual no estaba preparada en modo alguno, a lo cual se une la dependencia hacia Alemania como exclusiva suministradora de materia prima y casi único mercado para la exportación de productos italianos.
En ese contexto, el 9 de julio de 1943 las tropas británicas y estadounidenses lanzan la invasión aliada de Sicilia, primer avance sobre el territorio propio de un país del Eje. La situación política de Italia se torna muy tensa en tanto el avance enemigo no logra ser dominado efectivamente por las unidades del Regio Esercito, siendo preciso de nuevo el apoyo de la Wehrmacht alemana para evitar el desastre.
En este contexto, el 25 de julio de 1943 se reúne el "Gran Consejo Fascista" para votar una moción, presentada por Dino Grandi en connivencia con el rey Víctor Manuel para restituir al monarca las facultades de designación del primer ministro. El Gran Consejo acepta la moción por 25 votos contra 8 y ello permite que al día siguiente el rey Víctor Manuel llame a Mussolini para una entrevista donde lo destituye y ordena su arresto, siendo reemplazado en el poder por el general Pietro Badoglio.

### Colapso
El derrocamiento de Mussolini generó alarma en Hitler, quien dispone que la Wehrmacht se prepare para ocupar Italia ante la sospecha de hostilidad por parte del régimen de Badoglio. Este no disuelve la alianza con el Tercer Reich y mantiene las políticas del fascismo pero inicia contactos el Reino Unido y Estados Unidos para que Italia obtenga una "paz por separado" con las potencias occidentales y luego con ayuda aliada pueda repeler un ataque alemán. Mientras tanto, el 16 de agosto se pierde la batalla de Sicilia, siendo la isla ocupada totalmente por los aliados.
Con Mussolini arrestado, Víctor Manuel y Badoglio confían en una repentina intervención militar aliada y pactan secretamente el cese de fuego en el Armisticio de Cassibile el 8 de septiembre de 1943, pero los jefes militares estadounidenses y británicos rehusaron lanzar una gigantesca ofensiva en Italia para detener una penetración alemana, considerando que eran las tropas italianas las obligadas a hacerlo. Este armisticio no fue comunicado con antelación a los jefes de las fuerzas armadas italianas, que cayeron presas de la total confusión al conocerse sus términos. Al difundirse por toda Italia la noticia del "Armisticio de Cassibile", sin ir acompañado de una operación bélica de los aliados a gran escala, el Regio Esercito se disolvió rápidamente en pocos días, con soldados y oficiales abandonando posiciones y cuarteles y volviendo a sus casas al recibir orden de "cesar la lucha" pero sin alguna otra disposición de sus superiores. 
La Wehrmacht lanzó entonces sus tropas para ocupar la mayor cantidad de territorio posible en Italia, sin hallar resistencia apreciable debido a la masiva "autodisolución" de las fuerzas armadas y de la administración fascista. Ante el gran peligro al que quedaron expuestos de sufrir una represalia alemana, el rey y Badoglio huyeron de Roma en la noche del 9 de septiembre de 1943, refugiándose en Bríndisi, ya en poder de los aliados. 
Italia se convierte durante los próximos veinte meses en campo de batalla entre los alemanes, que penetran la península itálica desde el norte hasta Campania, entran en Roma, y liberan a Mussolini de su prisión, en contra de los Aliados occidentales que avanzan desde el sur y pronto toman las regiones más meridionales de la península, expulsando a los alemanes hasta el Lacio. 
Tras ello, la Italia fascista colapsa por completo y el país se divide en dos fracciones: al norte se funda la República Social Italiana presidida por Mussolini y donde aún se mantiene el régimen fascista, aunque en la práctica es tratada como un país ocupado por tropas del Tercer Reich. En el sur el Reino de Italia continúa existiendo bajo un gobierno de emergencia del Comité de Liberación Nacional presidido por Ivanoe Bonomi que declara la guerra a Alemania pero que continuará hasta el fin de la contienda bajo la ocupación militar de británicos y estadounidenses.

## Economía

### Dirigismo y autarquía

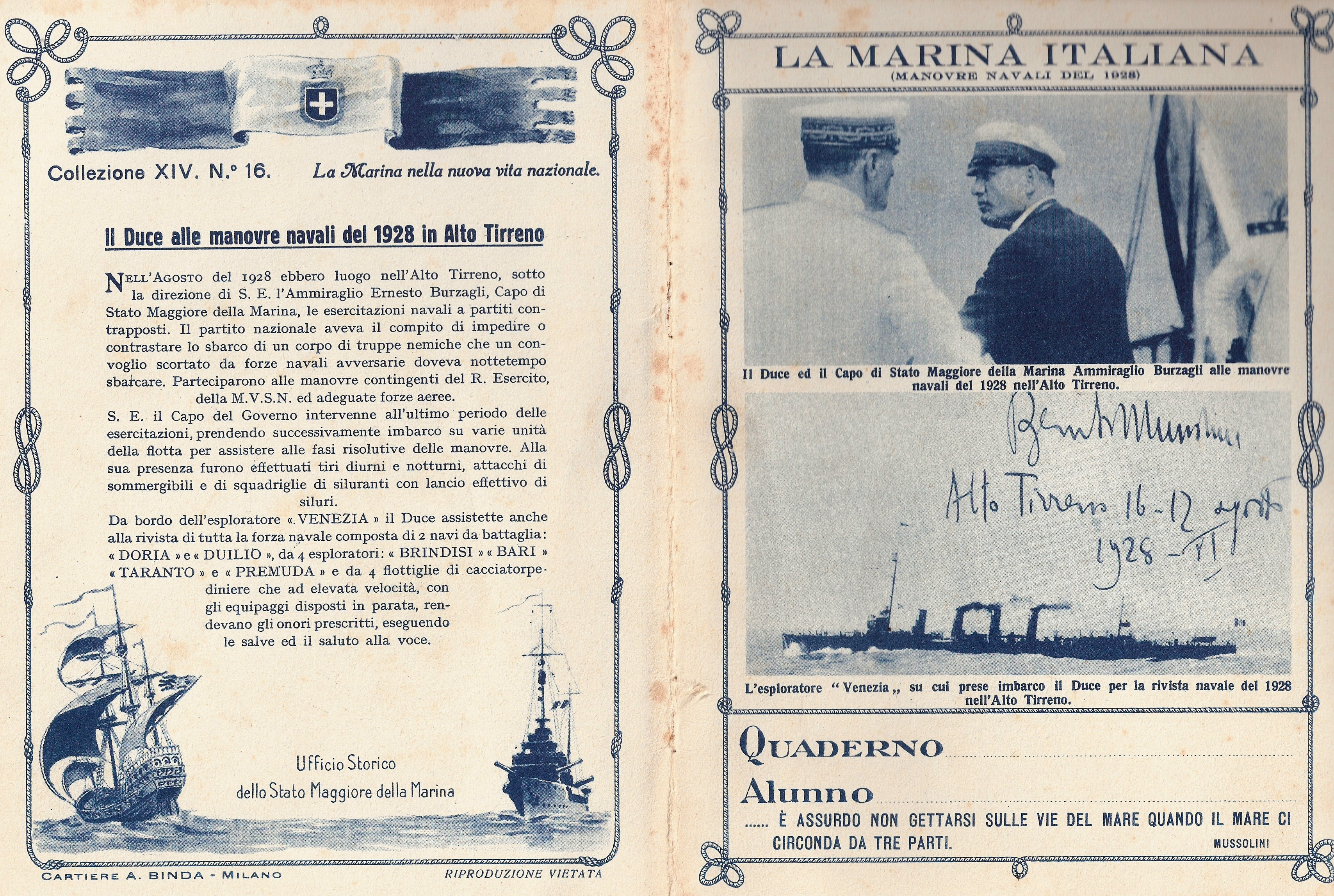
Propaganda fascista sobre la asistencia de Mussolini a las maniobras navales de 1928.

La ideología del fascismo otorgaba gran importancia al nacionalismo extremo y en el plano económico se valoraba la "independencia económica", considerando el propio Mussolini que un Estado potente debía poseer un sistema económico igualmente potente, basado en la industrialización y la tecnología, con una balanza de pagos favorable, sin mayor déficit fiscal y, en lo posible, buscar la autarquía económica. 
Debido a que gran parte de los camisas negras procedían del proletariado urbano o de la pequeña burguesía, Mussolini abrigaba una fuerte deconfianza hacia el capitalismo y el empresariado, pero ello no significaba adhesión alguna a los principios del marxismo sino por el contrario una mayor insistencia en el "dirigismo estatal", tratando de controlar a los grandes capitalistas aunque sin enfrentarse abiertamente a ellos. El fascismo aspiraba a obtener una adhesión popular en todas las clases sociales de Italia, y eliminar así toda posibilidad de lucha clasista, por lo cual se impulsó la militancia fascista entre casi todas las capas de la población, admitiendo en los movimientos y organizaciones fascistas a individuos de dispar origen social, desde jornaleros hasta aristócratas. El chauvinismo mussoliniano determinaba entonces que el enemigo del proletariado italiano debía ser necesariamente extranjero, siendo preciso establecer leyes sociales para mejorar el nivel de vida de las clases bajas de Italia y eliminar todo fermento posible de "revolución comunista".
De acuerdo a estas metas, la Italia fascista se sustentó en el corporativismo. Esta doctrina se inspira en los gremios o corporaciones medievales, elogiados por la propaganda fascista por "armonizar los intereses de patronos y trabajadores". De la misma manera el Estado corporativo suprimiría la lucha de clases, constituyendo al Estado en árbitro de las disputas dentro de unas instituciones comunes. Los grandes empresarios del país terminaron por reconocer a los sindicatos fascistas (un solo sindicato oficial por categoría laboral) y sujetarse legalmente a las directrices del régimen sobre productividad y reinversión de sus ganancias, a cambio se prohibió el derecho a la huelga y los trabajadores perdieron el derecho de formar sindicatos libres: todo reclamo era derivado mediante el Estado. En consecuencia, en julio de 1926 se creaba un Ministerio de Corporaciones. 
Sin embargo, entre 1922 y 1926 se adoptó una política económica liberal, conocida como línea De Stefani por el nombre de su ministro de Finanzas. El Estado rescató algunos sectores industriales y financieros (Ansaldo o el Banco de Roma) y privatizó ciertos servicios como los de telefonía y seguros de vida (en lo que se ha calificado como «privatización de las ganancias y socialización de las pérdidas»), se aumentaron los impuestos indirectos y se contuvieron los salarios obreros. El intervencionismo estatal fue una construcción jurídica de Alfredo Rocco durante el mandato del nuevo ministro de Finanzas Giuseppe Volpi, con las leyes laborales de los años 1926 y 1927, disposiciones que se resumen en la Carta del Lavoro (aprobada por el Consejo Nacional Fascista el 21 de abril de 1927), que organiza las profesiones en corporaciones verticales de patronos y obreros, sobre las cuales el Estado se reserva la última disposición.

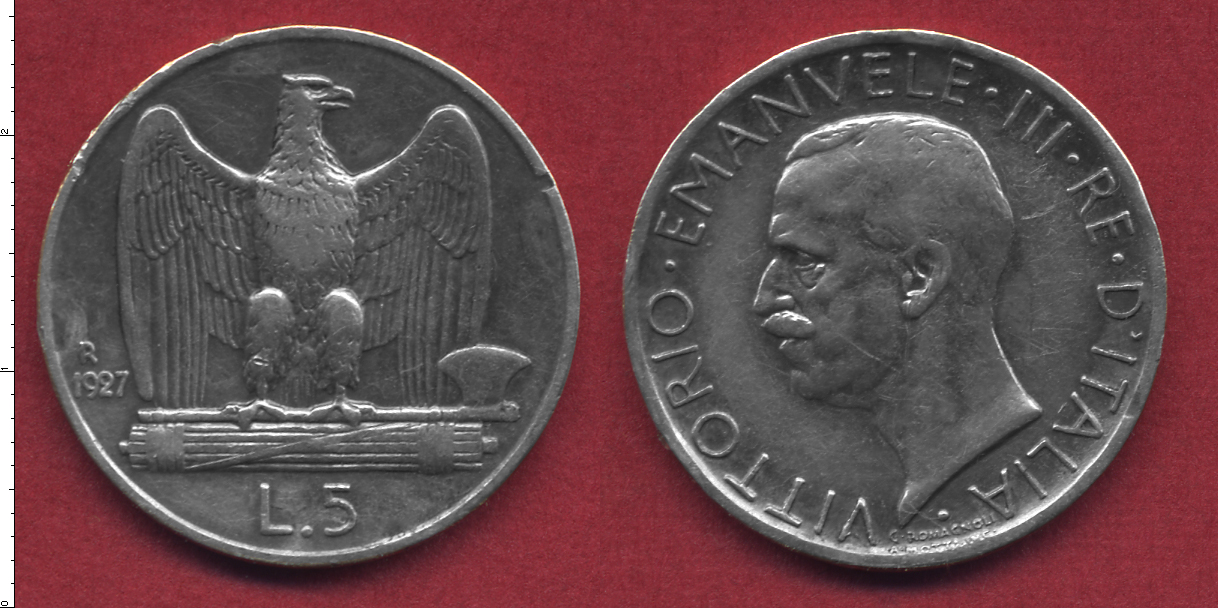
Moneda de cinco liras de 1925

En busca de mostrar una mayor fortaleza nacional, Mussolini inició en 1927 la "Batalla de la lira", con el fin de conseguir una mayor apreciación de la moneda italiana en el mercado internacional de divisas, fijando el cambio oficial. En parte por razones de prestigio ante la caída de su moneda, en parte por combatir la inflación de posguerra, el régimen fascista revaluó la lira italiana hasta la llamada "cuota noventa" (paridad 1 libra esterlina: 90 liras, frente al valor anterior de 1 libra: 150 liras) y procedió paralelamente a elevar los tipos de interés, a reducir la circulación monetaria y los costes salariales (los salarios fueron reducidos en un 20% en 1927), medida ésta compensada por la reducción de la jornada laboral y por la concesión de distintas formas de beneficios sociales para la clase obrera como el pago de subsidios a familias numerosas, vacaciones pagadas, paga extraordinaria de Navidad y mejoras en los seguros de enfermedad y accidentes (además del Dopolavoro, fuente de entretenimiento para las masas pero también de control estatal sobre el tiempo libre del proletariado).
La "batalla de la lira" produjo una gran estabilidad de precios y hasta una disminución del costo de vida, estimada en un 16% entre 1927 y 1932. Ciertamente ello perjudicó al comercio exterior, pero con todo, el producto interior bruto creció notablemente, y determinados sectores -construcción, electricidad, química, metalurgia- registraron altas tasas de crecimiento. Las medidas de 1927 harían que Italia aguantara la gran crisis internacional de 1929 de forma menos dramática que a otros países. Sufrieron ciertamente algunos sectores, como el agrícola y el manufacturero, dependientes del mercado externo. El desempleo en la industria, por ejemplo, creció en un 7,8% anual entre 1929 y 1932 (si bien se recuperó notablemente desde ese año). Pero otros sectores, como la construcción, la industria eléctrica, los transportes y el comercio, centrados en el "mercado interno" continuaron prosperando.  

### Reacción alCrac del 29
Cuando el 29 de octubre de 1929 se desplomaron los mercados de Wall Street, la orden de Mussolini fue la de ignorar totalmente el acontecimiento, pensando que este grave suceso no daría ningún tipo de problemas a Italia debido al esquema del corporativismo. Inclusive la balanza de pagos italiana se cerró con superávit en 1931 y 1932, pero después de esa fecha Mussolini se vio forzado a abandonar también el patrón oro y dejar que la lira italiana se devalúe para evitar un colapso de la exportación. La economía italiana aún dependía fuertemente del comercio internacional por lo cual en 1930 entró en una profunda crisis y esto trajo consigo la creación del Istituto per la Ricostruzione Industriale (IRI) en 1933. 
Solo a mitad de los años 30 Mussolini aceptó la difícil situación y decidió desvalorizar la lira en un 41% para evitar una inflación peligrosa, e introdujo nuevos impuestos. Desde aquel momento el régimen fascista se preocupó más por promover el crecimiento de la economía del país, estimulando las exportaciones italianas, pero pronto el gobierno mussoliniano debió afrontar los gastos de la guerra de Etiopía y de la intervención en España. Esto generó un nuevo déficit, cada vez más difícil de cubrir.
El estallido de la Segunda Guerra Mundial significó otro problema para la economía italiana. Si bien el régimen fascista había declarado su neutralidad en septiembre de 1939, resultaba difícil para Italia el comercio internacional del cual se había beneficiado gracias a una industria bien calificada; de hecho Mussolini advirtió, amargamente, que la mala situación financiera de Italia le impedía intervenir en la contienda al lado del nazismo. Las restricciones comerciales fijadas por Alemania, Gran Bretaña, y Francia, principales mercados para la exportación italiana, redujeron agudamente el crecimiento económico desde 1940; esta situación se agravó cuando Mussolini dispuso el 10 de junio de 1940 que Italia entrase en guerra como aliado de Alemania, imponiendo así nuevas presiones bélicas y productivas a una economía cuyo sector industrial siempre fue más pequeño de lo necesario.

## Sociedad

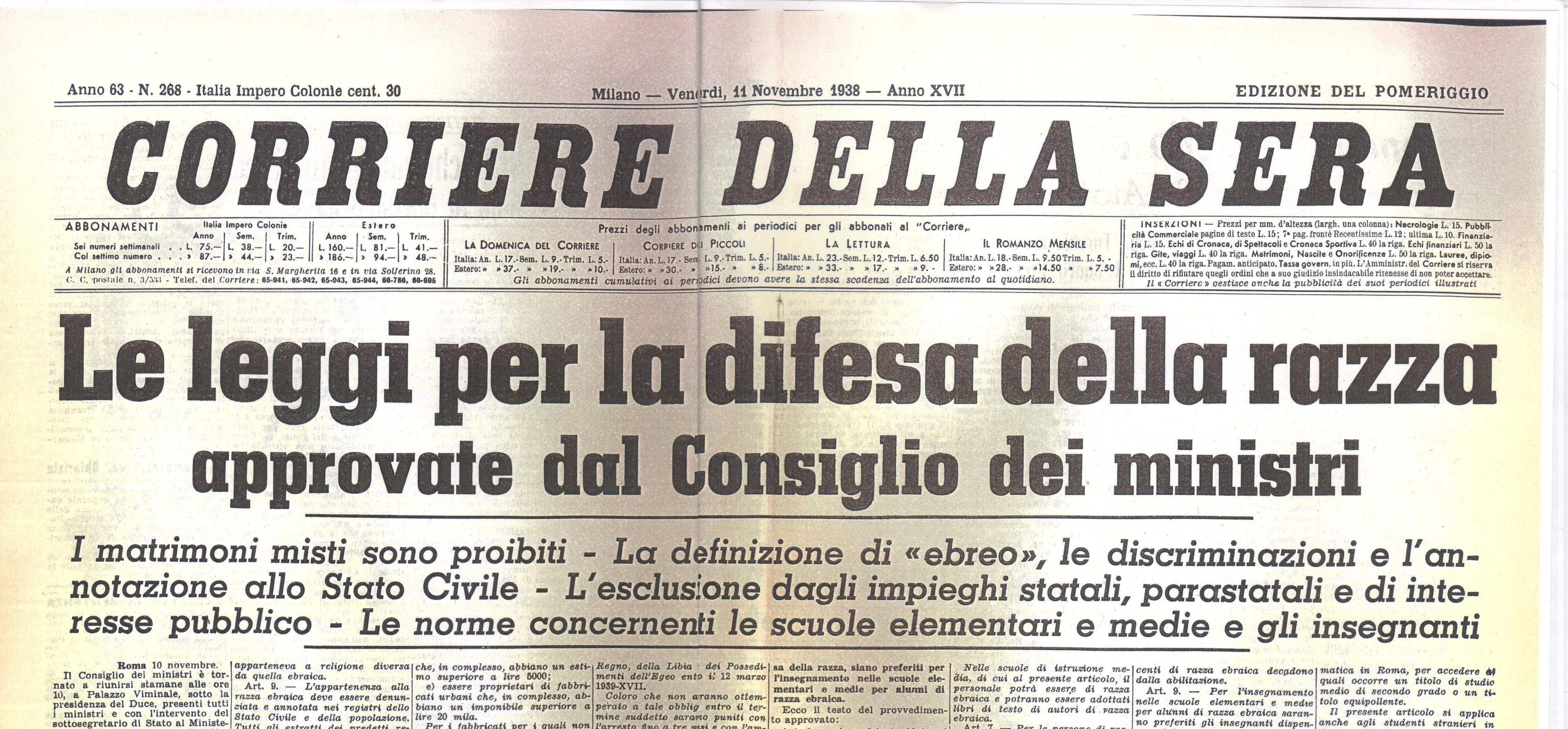
Portada del Corriere della Sera del 11 de noviembre de 1938 anunciando las leyes racistas

El régimen fascista impuso un firme conservadurismo social, en tanto la emancipación de la mujer fue ajena a los fines del fascismo. De hecho, las primeras normas laborales de la Italia fascista apuntaban a que la mujer italiana consagrase la mayor parte de sus esfuerzos al cuidado del hogar y de sus hijos, limitando la presencia de mujeres en el mercado laboral. Así, el régimen fascista despidió a todas las mujeres que desde 1915 laboraban para el Estado en ferrocarriles, exceptuando solo a las viudas de guerra. Del mismo modo, se consagró que las mujeres trabajadoras en el ámbito particular recibieran menor salario que sus compañeros varones, incentivándolas a permanecer en sus hogares. 
La legislación fascista referente a las mujeres, fijada entre los años 1926 y 1929, se basó en ciertas tesis culturales y médicas contemporáneas acerca de una supuesta inferioridad biológica de las mujeres —especialmente incapacitadas para ejercer labores políticas—, por lo que también quedaban excluidas del acceso a cualquier cargo electivo (incluidas alcaldías y concejalías); como el Duce recalcó al periodista Emil Ludwig: «En nuestro Estado ella [la mujer] no debe contar nada».
Si bien ya en 1922 el propio Mussolini había considerado "inútil" formular leyes contra la homosexualidad alegando que "los italianos son demasiado viriles para caer en las enfermedades de otros pueblos", paulatinamente el régimen fascista persiguió a los homosexuales de toda clase mediante una serie de normas penales que les imponían la pena de "confinamiento" en localidades remotas.
El régimen también se presentaba como un estado asistencial, beneficiando solo a aquellos fieles a los ideales fascistas. Mussolini aparecía como protector de los ciudadanos, dándose un familismo de tipo feudal en las relaciones entre mandatario y beneficiario y dirigiéndose los italianos —muchos de ellos mujeres y niños— directamente a Mussolini (principalmente por carta) para realizar peticiones o denunciar injusticias. Para ello, se creó en 1922 una secretaría particular del Duce —administrada por periodistas y expertos en comunicación— que, a mediados de los años treinta, recibía unas 1500 cartas diarias. Toda la correspondencia procedente de la Romaña, región natal de Mussolini, era leída personalmente por el dictador. La secretaría también gestionaba fondos de dinero para gastos particulares y de representación de Mussolini, así como para regalos y beneficencia hacia diversos solicitantes; el secretario poseía una cuenta propia en la Banca d'Italia.
Se estableció, así, una red clientelar a nivel institucional o «favoritismo legalizado» que suplía las carencias de una administración ineficiente. Ser familiar del Duce, u originario de su localidad natal Predappio, suponía un mérito para acceder a beneficios: durante las dos décadas del fascismo, 334 familiares de Mussolini y su mujer Rachele fueron perceptores de subsidios. Aparte de la corrupción imperante, se fomentó desde las escuelas y la prensa un culto a la personalidad de Mussolini bajo una figura paternalista de «jefe ideal de la familia Italia» a quien pedir ayuda:

Cuando uno mira a su alrededor y ya no sabe a quién acudir, se acuerda de que está Él [Mussolini]. ¿Quién, si no Él, puede hacer algo?
Orio Vergani ("Corriere della Sera", 3 de noviembre de 1936)

En 1927 Mussolini lanzó la "Batalla de los nacimientos" con el fin que Italia aumentase su población de 40 millones de habitantes, para alcanzar la cifra de "60 millones de italianos" en 1950, considerando que para el expansionismo del régimen sería preciso un crecimiento poblacional para contar con "más colonos y soldados" al estilo de la Antigua Roma. Dicha campaña de estímulo de la natalidad se vio fuertemente apoyada por la Iglesia católica. Para lograr este objetivo, se elaboraron subsidios indirectos: leyes concediendo préstamos de dinero a matrimonios jóvenes (pagaderos en parte con la llegada de un nuevo hijo), y liberando de tributos a los matrimonios con más de seis hijos. 
Del mismo modo hubo medidas para incentivar el crecimiento poblacional: se dificultó muchísimo la migración al extranjero, la administración pública otorgó ascensos y contratos solo a los hombres casados y con hijos, se prohibió practicar la contracepción, se aumentó el impuesto sobre la renta a familias sin hijos, se impuso el pago de una tasa especial a los hombres solteros, y se castigó el aborto como un «delito contra la integridad y la salud de la estirpe» bajo pena de cárcel de hasta doce años. A pesar de tales políticas, la lenta progresión de la curva demográfica motivó que, a mediados de los años treinta, el objetivo inicial fuera rebajado a 50 millones.
Tales medidas no sirvieron de mucho para el crecimiento demográfico de Italia y chocaron con la visible falta de entusiasmo de la población, para quien el aumento del número de hijos seguía significando una reducción en el nivel de vida de las familias. Las privaciones causadas por la entrada de Italia en la Segunda Guerra Mundial desde junio de 1940 estimularon una reducción de la natalidad, además de la reducción poblacional por las muertes de hombres jóvenes en combate. Así, en el año 1950 la población italiana sumaba 47.5 millones de personas, sin alcanzar la cifra ambicionada por Mussolini.

### LosBalillay elDopolavoro
A comienzos de los años 30 la dictadura mussoliniana se había estabilizado, basada en un sólido aparato represivo y de propaganda. Los niños, al igual que el resto de la población, se clasificaron en las organizaciones fascistas, toda la oposición al régimen quedó prohibida, y la prensa fue impedida de toda crítica al fascismo. Para este fin, el régimen creó en 1926 la Opera Nazionale Balilla (abreviada como ONB), un movimiento juvenil adherido al Partido Nacional Fascista destinado a instruir a la infancia y adolescencia de Italia en las doctrinas del fascismo. 
La "Opera Nazionale Balilla" se había dividido en los grupos de "Balilla" (para niños) y "Piccole Italiane" (para niñas) entre los 8 y 14 años de edad. De los 14 a 18 años los grupos eran denominados "Avanguardisti" (varones) y "Giovane Italiane" (mujeres). La formación impartida en la rama femenina estaba dedicada exclusivamente a instruir a sus afiliadas en la administración eficiente del hogar y la familia, en concordancia con el fuerte conservadurismo social del régimen; mientras tanto la rama masculina atendía la instrucción premilitar y deportiva de los jóvenes y aspiraba abiertamente a la eventual militarización de la juventud, exaltando los valores de la disciplina y la lealtad al régimen. Esta diferenciación de los roles masculinos y femeninos fue ya anticipada por el mismo Mussolini en un discurso ante el parlamento en 1925: «La guerra es al hombre como la maternidad a la mujer». La adhesión a estos grupos resultó en la práctica obligatoria para los menores de edad, siendo disueltas las demás organizaciones juveniles (como el escultismo).
La dictadura promulgó en 1929 una legislación penal específica con el fin de evitar el «contagio moral» de los jóvenes. Desde comienzos de los años 30, los funcionarios de la Opera Nazionale Maternità e Infanzia (ONMI) y los dirigentes de la ONB podían denunciar a los menores que, según su criterio, mostraran señales de desafección al régimen, corrupción y reincidencia. Los centros de observación de la OMNI señalaban la desviación social y los defectos tanto físicos como psíquicos de los menores, instituyéndose en 1934 los tribunales de menores y las casas de reeducación —estas últimas con un régimen basado en la religión católica, la escuela, el trabajo, el deporte y las recompensas (por este orden)—. A finales de la década funcionaban ya 140 establecimientos penales de este tipo que contribuían a la fascistización de los elementos juveniles considerados desviados.
De modo similar, el régimen fascista creó en 1925 la Opera Nazionale Dopolavoro u "OND" como una organización con fines recreativos destinada a la clase obrera italiana, ofreciendo actividades de entretenimiento y deportes en condiciones casi comparables a las de la burguesía local. El gobierno mussoliniano tomó como modelo el esquema de la YMCA estadounidense, promoviendo el deporte, actividades culturales y excursionismo, aunque la finalidad esencial del régimen era controlar el tiempo libre del proletariado y evitar que el ocio de las clases obreras (e inclusive de la pequeña burguesía) sea ocupado por la actividad política. 
Los empleadores italianos aceptaron la participación de sus trabajadores en la OND, e inicialmente el régimen fascista evitó dar un carácter marcadamente político al movimiento, para ganarse la simpatía espontánea del proletariado. No obstante, ya en abril de 1927 la OND queda bajo el mando del dirigente fascista Augusto Turati y se impulsó la politización de la OND. Hacia 1930, esta organización abarcaba al 80% de asalariados de Italia, pero la desconfianza de las masas hacia la muy politizada OND y la falta de medios para financiar viajes y diversiones impidió que tuviera el alcance de su similar alemana, la Kraft durch Freude.

### El racismo
En septiembre de 1938, con miras a un acercamiento ideológico con la Alemania nazi, Mussolini impuso leyes racistas en Italia, destinadas a recortar derechos civiles a la población de origen judío de modo similar a las Leyes de Núremberg emitidas en Alemania. A pesar de no haberse manifestado antisemitismo por parte del gobierno fascista en los años anteriores, desde noviembre de 1938 los judíos en Italia (que sumaban menos del 0,5 % de la población total), fueron blanco de discriminación oficial y expulsados de la administración pública, del Partido Fascista, y del ejercicio de diversas profesiones (especialmente en banca y finanzas), impidiéndose su libre acceso a la educación superior. También ese año se prohibía la publicación y venta de libros cuyos autores fuesen de origen judío.
Pese a la persecución gubernamental y el discurso formal respecto de la "defensa de la raza", numerosos judíos italianos fueron "arianizados" (reconocidos formalmente como "arios italianos") para eludir la discriminación, incluyendo en este grupo a judíos veteranos de la Gran Guerra, militantes fascistas de vieja fecha, o excombatientes en la guerra de España. 
Dentro de las "leyes raciales" se impusieron también limitaciones a la población de raza negra del imperio colonial italiano impidiendo su libre asentamiento en la metrópoli, exigiendo especialmente que los italianos "vinculados a súbditos coloniales" (usualmente militares de menor rango con parejas e hijos africanos) no se asentaran en Italia con ellos. Tampoco se permitió a los funcionarios públicos —que estaban obligados a militar en el Partido Nacional Fascista— contraer matrimonio con personas extranjeras. Del mismo modo, al estilo del nazismo alemán, se teorizó en la propaganda del régimen sobre la existencia de una "raza italiana".

## Arte, cultura y formación
Están vinculados al fascismo nombres de artistas italianos como Gabrielle D'Annunzio, Filippo Tommaso Marinetti, Giacomo Balla, Carlo Carrà, Pietro Mascagni y muchos otros, así como compañeros de viaje de la talla del poeta estadounidense Ezra Pound. Inicialmente la Italia fascista contó con el beneplácito de numerosos artistas locales que veían en el fascismo una poderosa "rebelión contra la razón" de corte antiintelectual, lo cual era uno de los principales postulados artísticos del futurismo, movimiento artístico nacido en Italia en 1909. 
Exactamente, según los futuristas Marinetti y Antonio Sant'Elia, el futurismo se caracterizaba por "el movimiento agresivo, el insomnio febril, el paso gimnástico, el salto peligroso y la bofetada irreverente", junto con una exaltación de la acción, de la tecnología y de la violencia, en rechazo a las costumbres propias de la burguesía y la aristocracia.
Tales ideas causaron que, al advenimiento del régimen fascista en Italia, muchos artistas de la escuela futurista vieran con especial admiración las ideas de Mussolini, que mostraba las "virtudes" que los futuristas reclamaban al arte: la fuerza, la rapidez, la velocidad, la energía, el movimiento, la deshumanización. De hecho, el fascismo patrocinó valores artísticos "antiburgueses" en sus inicios, y rechazó el academicismo en las artes, promoviendo el "arte de ruptura" pero tales posiciones cambiaron durante la década de 1920 conforme el régimen fascista precisó apoyo de la burguesía más conservadora.
El hecho de que Mussolini paulatinamente integrase al fascismo dentro del esquema político de Italia y evitara decididamente toda posible "revolución social" contra la burguesía desde 1922, no desanimó a la mayoría de los futuristas, quienes se alinearon con el régimen fascista hasta sus últimos días. Incluso el 29 de marzo de 1925 un grupo de intelectuales italianos llegó a emitir el "Manifiesto de los Intelectuales Fascistas", suscrito entre otros por Giovanni Gentile, Curzio Malaparte, Filippo Tommaso Marinetti, Ildebrando Pizzetti, Margherita Sarfatti, Ardengo Soffici,  y Giuseppe Ungaretti. El escritor Luigi Pirandello no suscribió tal documento pero lo aprobó después públicamente. Otros partidarios intelectuales del fascismo fueron Alfredo Rocco y Giovanni Papini.
No obstante, bajo la influencia del jerarca fascista Achille Starace, el "anti-intelectualismo" del régimen se fortaleció notablemente, en un esfuerzo paralelo de revitalizar el "rupturismo" del fascismo original y para evitar pleitos con la jerarquía católica tras los Pactos de Letrán de 1929. La convivencia del régimen de Mussolini con los intereses de la burguesía italiana causó que -entre artistas e intelectuales- el fascismo perdiera adeptos en favor del socialismo.

### Pie de página
1. ↑  «Avanti Savoia!» era el lema para el Real Ejército Italiano. La divisa ancestral de los Saboya, «F.E.R.T.» (Fides Est Regni Tutela (La fe es la protección del Reino)), fue la escogida para el papel de consigna nacional.
2. ↑  Maddison Project Database 2020 (Bolt and van Zanden, 2020).
3. ↑  Enric González, «La responsabilidad de los intelectuales. La ambigüedad italiana», en El País, 14 de octubre de 2006.
4. ↑  Los mitos del fascismo, una breve clarificación del espectro político del fascismo
5. ↑  Dogliani, 2017, pp. 15-16.
6. ↑  De Grand (1995), p. 47
7. ↑  De Grand (1995), pp. 48-51
8. ↑  Savariano, Franco (2011). «Algunas consideraciones sobre la revolución fascista». Nóesis. Revista de Ciencias Sociales y Humanidades (México: Universidad Autónoma de Ciudad Juárez) 20 (39): 43; 45. ISSN 0188-9834.
9. ↑  «Notes on Trotsky, Pannekoek, Bordiga» (en inglés). Eclipse & Re-emergence. Archivado desde el original el 16 de julio de 2006. Consultado el 21 de noviembre de 2020.
10. ↑  «K. Polanyi, La esencia del fascismo, seguido de Nuestra obsoleta mentalidad de mercado, traducción y estudio introductorio de César Ruiz Sanjuán, Madrid, Escolar y Mayo, 2013». Res Publica. Revista de Historia de las Ideas Políticas 17 (1): 315-368. 2014. ISSN 1576-4184.
11. ↑  Polanyi, Karl (2013). La esencia del fascismo. Nuestra obsoleta mentalidad de mercado (César Ruiz Sanjuán, trad.). Madrid: Escolar y Mayo. ISBN 9788416020041.
12. ↑  En Los anticapitalistas de hoy en día están más cerca del fascismo de lo que creen, el economista promercado Fabrizio Ferrari sostiene:

El ataque de Gentile y Mussolini contra el capitalismo es (al menos) triple, y su retórica subyacente no difiere de la de los movimientos anticapitalistas y supuestamente antifascistas contemporáneos. En primer lugar, Gentile y Mussolini abogan por un mayor papel del gobierno en la economía. En segundo lugar, condenan tanto el individualismo metodológico como el político, afirmando la importancia del colectivismo y las identidades colectivas. Tercero, culpan al «economismo» y al papel que las limitaciones económicas juegan en la formación del comportamiento humano, deplorando el materialismo y abogando por gobiernos que trasciendan las leyes praxeológicas y sociológicas de la economía.
13. ↑  Payne, Stanley G. (1 de enero de 1996). A History of Fascism, 1914–1945 (en inglés). University of Wisconsin Pres. p. 81. ISBN 978-0-299-14873-7. Consultado el 16 de octubre de 2023.
14. ↑  https://it.wikisource.org/wiki/Italia_-_16_novembre_1922,_Discorso_del_bivacco
15. ↑  La legislazione fascista: 1922-1928 (en italiano) I. Roma: Segretariato Generale della Camera dei Deputati. 1929. pp. 80-81.
16. 1 2  Leoni, Francesco (Septiembre-octubre 1983). «El disenso católico en Italia durante el fascismo». Revista de Estudios Políticos (35): 236-237.
17. ↑  Zuber, 1975, p. 4-5.
18. ↑  Zuber, 1975, p. 5.
19. 1 2  Zuber, 1975, p. 6.
20. ↑  Zuber, 1975, p. 8.
21. ↑  Zuber, 1975, p. 9.
22. 1 2 3  Zuber, 1975, p. 7.
23. ↑  Zuber, 1975, p. 7-8.
24. ↑  Zuber, 1975, p. 9-10.
25. 1 2 3  Zuber, 1975, p. 10.
26. ↑  Zuber, 1975, p. 10-11.
27. 1 2  Zuber, 1975, p. 11.
28. ↑  Zuber, 1975, p. 11-13.
29. ↑  Zuber, 1975, p. 13-14.
30. ↑  Zuber, 1975, p. 14-15.
31. ↑  Zuber, 1975, p. 15.
32. ↑  Zuber, 1975, p. 16.
33. ↑  Zuber, 1975, p. 20.
34. ↑  Zuber, 1975, p. 21-22.
35. ↑  Zuber, 1975, p. 24.
36. ↑  Zuber, 1975, p. 25.
37. ↑  Dogliani, 2017, p. 57.
38. ↑  El asesinato de Giacomo Matteotti: la sombra de Mussolini en el caso más tristemente célebre de Italia, The Conversation, April 24, 2024.
39. ↑  Dogliani, 2017, p. 79.
40. ↑  https://it.wikisource.org/wiki/Italia_-_3_gennaio_1925,_Discorso_sul_delitto_Matteotti
41. ↑  Dogliani, 2017, p. 389.
42. ↑  Dogliani, 2017, pp. 262-263.
43. ↑  Gutiérrez, Jesús Eloy (2010). «Catolicismo y fascismo en la prensa católica hispanoamericana durante las entreguerras: Venezuela y España» (PDF). Procesos Históricos (Mérida (Venezuela): Universidad de los Andes) (17): 23. ISSN 1690-4818.
44. ↑  Mario Alexis Portella (3 de octubre de 2022). «The Ethiopian Genocide and the Rise of Abune Petros». Hungarian Conservative (en inglés).
45. ↑  Payne, 1995, p. 233.
46. ↑  Cassels, 1970, p. 215.
47. ↑  Paxton, 2001, p. 63.
48. ↑  Lukacs, 2001, p. 634.
49. ↑  Zuber, 1975, p. 186.
50. ↑  Zuber, 1975, pp. 189-190.
51. 1 2 3  Zuber, 1975, p. 2.
52. 1 2  Zuber, 1975, p. 3.
53. ↑  Zuber, 1975, pp. 3-4.
54. 1 2  Zuber, 1975, p. 4.
55. ↑  Zuber, 1975, pp. 134-135.
56. ↑  Bosworth, 2009, p. 246.
57. ↑  Mearsheimer, 2003.
58. ↑  Cardona, 2015, p. 96.
59. ↑  Balfour, 1999, p. 172.
60. 1 2  Moseley, 2000, p. 27.
61. ↑  Moradiellos, 2001, p. 186.
62. ↑  Dogliani, 2017, pp. 195-197.
63. ↑  Dogliani, 2017, pp. 183-185.
64. 1 2  Dogliani, 2017, pp. 129-135.
65. ↑  Dogliani, 2017, p. 174.
66. ↑  Dogliani, 2017, pp. 162-163 y 170-171.
67. ↑  Dogliani, 2017, p. 185.
68. ↑  Dogliani, 2017, pp. 284-286.
69. ↑  Dogliani, 2017, p. 337.
70. ↑  Dogliani, 2017, p. 163.